# Climat des États-Unis

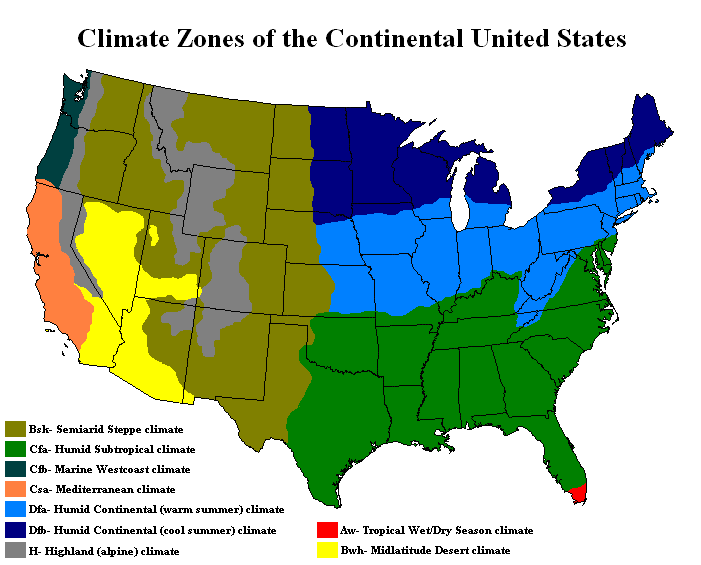
Les différents climats du pays (Alaska et Hawaï exclues).

Cet article concerne les différents types de climat aux États-Unis.

## Généralités et facteurs de répartition

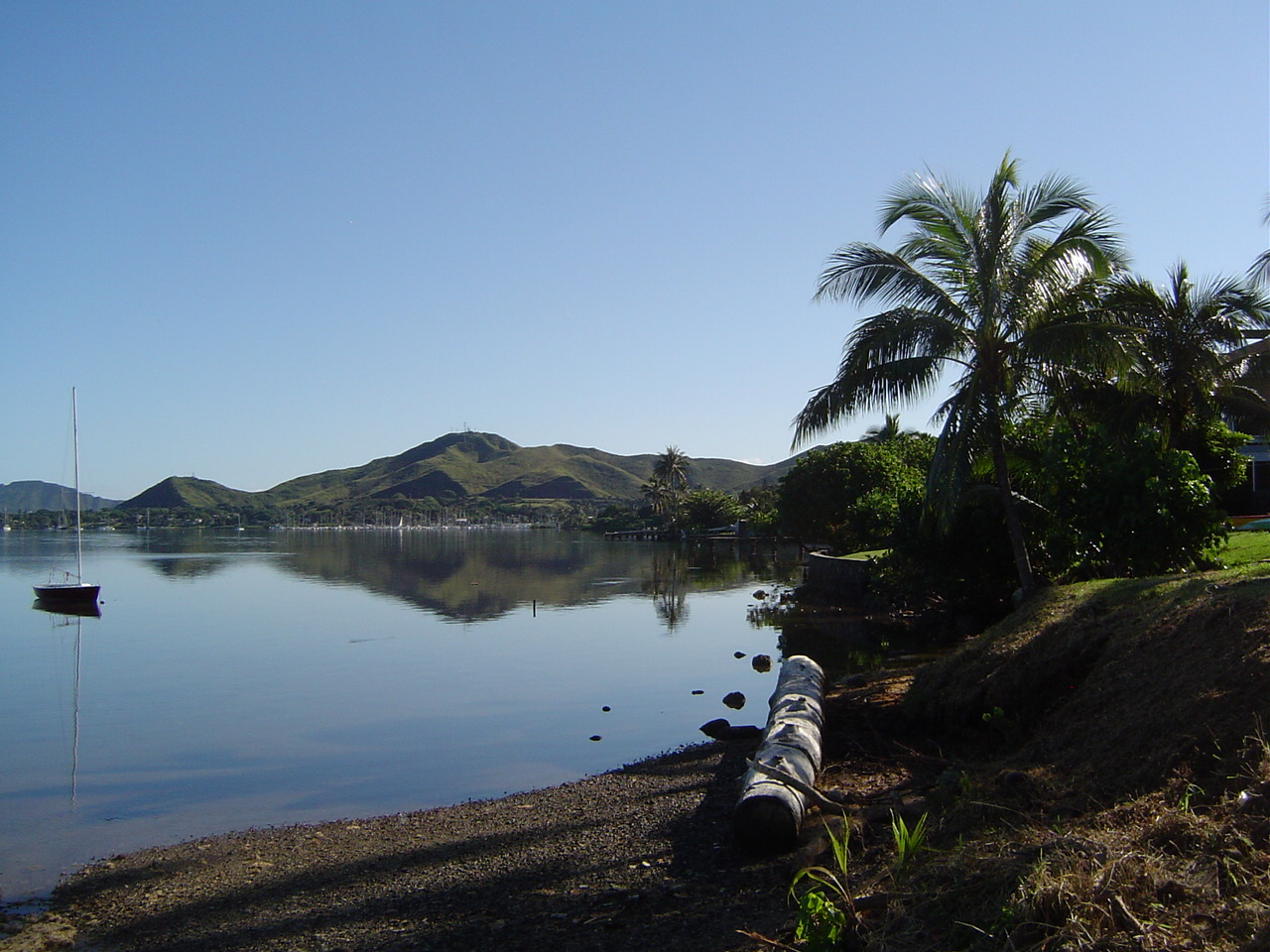
Climat tropical d'Hawaï.

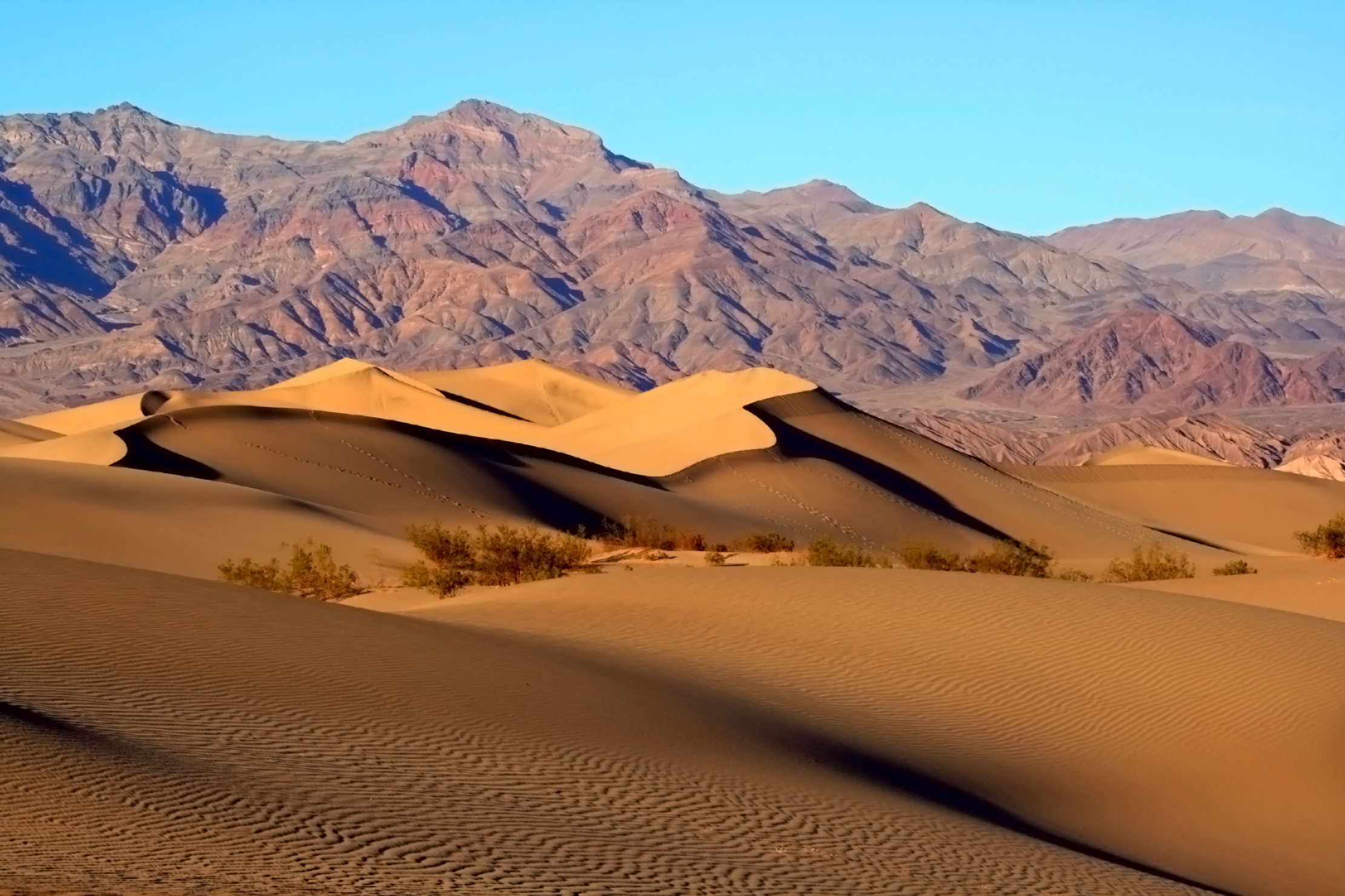
Mesquite Sand Dunes dans la vallée de la Mort (Californie).

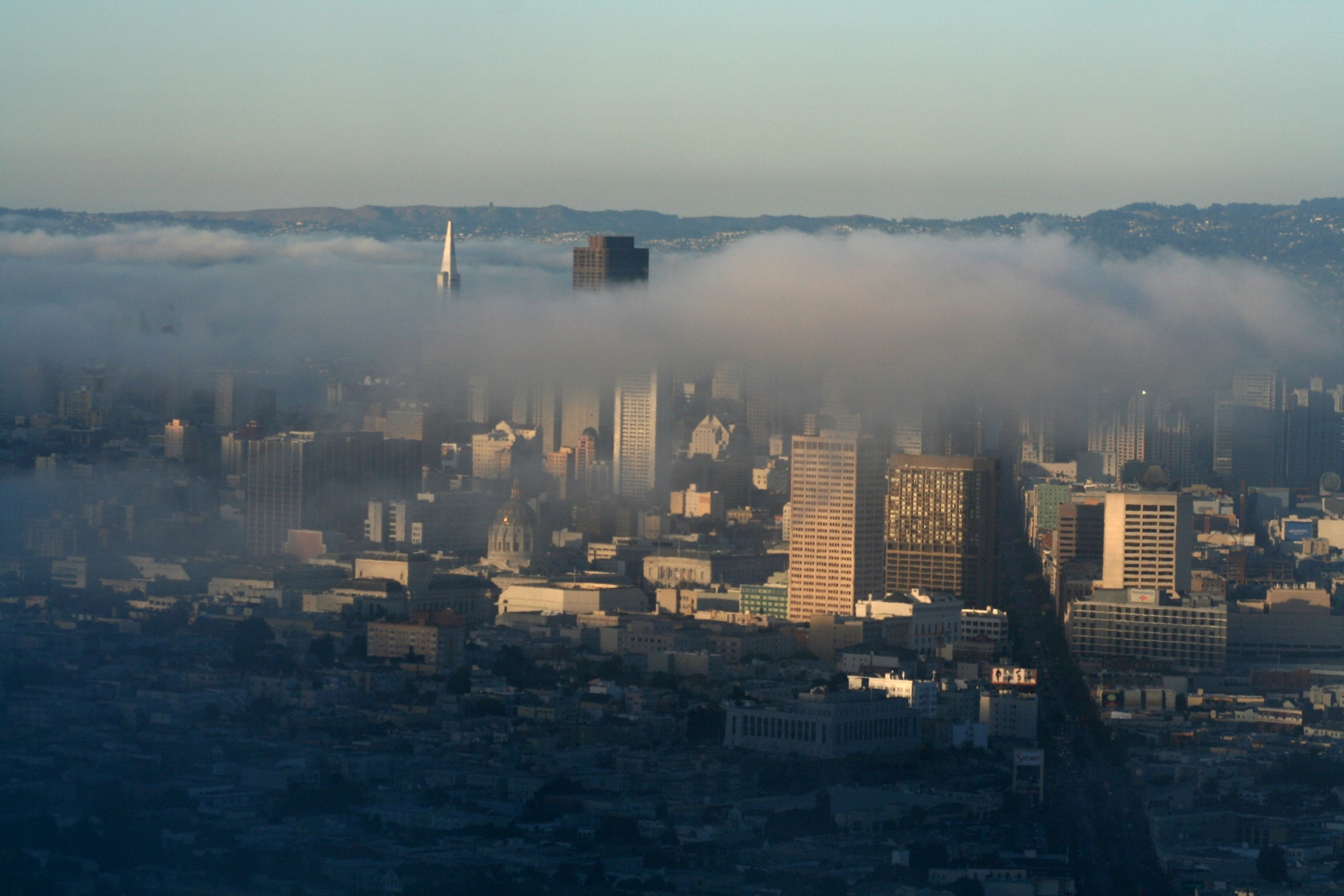
Brouillard à San Francisco (Californie).

Compte tenu de sa superficie et de son étalement en latitude (49°N / 25°N), le territoire américain est une mosaïque de climats. Tous les climats de la planète sont présents sur le territoire américain à l'exception du climat équatorial.
La majeure partie du pays se trouve dans la zone tempérée, ou plutôt dite « tempérée » car la position des États-Unis, à un carrefour d'influence climatiques opposées en fait le territoire des phénomènes climatiques extrêmes (voir ci-dessous). Seuls l'État d'Hawaï, le sud de la Floride et l'Alaska sont situés en dehors de cette zone.
Le caractère du climat est marqué par la présence des Montagnes Rocheuses disposées nord-sud à l'ouest du continent et par la présence d'immenses plaines à l'est de ces montagnes. L'influence maritime du Pacifique est immédiatement bloquée par les montagnes et est limitée à une étroite bande côtière. Au contraire, le territoire est très ouvert aux masses d'air de caractères radicalement opposés qui viennent du nord et du sud (Canada et Golfe du Mexique). Les 48 États sont principalement affectés par quatre masses d'air : l'air polaire continental, sec et froid vient du nord et envahit le territoire par le bassin du Mississippi. Il est à l'origine, avec la continentalité, du record de froid hors Alaska : on a pu mesurer −56 °C dans le Montana le 20 janvier 1954. L'air polaire maritime, un peu moins froid et plus humide glisse le long de la façade atlantique. L'air tropical maritime, chaud et humide, qui apporte d'importantes précipitations vient du golfe du Mexique. Enfin, l'air tropical sec originaire du Mexique fait des plateaux et des bassins du sud-ouest des zones arides. Avec la disposition du relief, la position en latitude est le deuxième facteur déterminant, elle détermine d'une manière générale le niveau des températures moyennes annuelles : les régions les plus chaudes sont celles du golfe du Mexique et des déserts du sud-ouest. La vallée de la Mort en Californie détient le record américain de la température la plus chaude.
Le troisième grand facteur de distribution des climats est l'altitude : les températures diminuent avec l'élévation alors que les précipitations ont tendance à augmenter sur les versants exposés aux vents humides. Les montagnes exposées aux vents d'ouest comptent parmi les régions les plus arrosées du pays. La chaîne des Cascades reçoit plus d'un mètre de précipitations par an. Au contraire, les bassins à l'abri des influences océaniques sont arides ou semi-arides. À l'échelon local, les versants exposés au nord sont plus froids que les autres.
Les Grandes Plaines, d'orientation méridienne, sont ouvertes aux influences polaires et tropicales et connaissent un climat continental marqué. Les courants marins jouent un rôle fondamental dans la répartition des climats : ainsi le gulf Stream tropicalise le littoral atlantique jusqu'au New Jersey ; à l'inverse, le courant froid du Labrador apporte des glaces flottantes jusqu'au large de New York. Sur le littoral Pacifique, l'influence maritime apporte des perturbations chargées de pluies en hiver. Le courant froid de Californie provoque un contraste thermique avec la chaleur du continent et est responsable des nappes de brouillard caractéristiques de San Francisco.
La combinaison de ces différents facteurs donne lieu à une grande diversité de climats, à toutes les échelles.
L'apparition d'El Niño, un courant côtier saisonnier au large du Pérou et de l'Équateur, a des conséquences sur les climats américains : il provoque des précipitations d'hiver dans le sud-ouest désertique, limite le risque d'incendies en Floride, favorise les tempêtes hivernales en Californie et dans le Sud.

## Contraintes et risques climatiques
Selon la National Oceanic and Atmospheric Administration, en moyenne, 1 500 personnes meurent chaque année aux États-Unis de chaleur excessive, soit un chiffre plus important que le nombre de morts dues aux cyclones, aux orages ou aux inondations. Selon Richard Keller, professeur d'histoire de la médecine à l'université du Wisconsin à Madison, la chaleur tue dix fois plus de personnes aux États-Unis que ne le font les tornades ou d'autres catastrophes naturelles.
Et, selon Schiermeier dans le journal Nature, le changement climatique anthropique a rendu le risque de vague de chaleur mortelle en Amérique du Nord 150 fois plus probableQuirin Schiermeier, « Climate change made North America’s deadly heatwave 150 times more likely », Nature,‎ 8 juillet 2021 (ISSN 0028-0836 et 1476-4687, DOI 10.1038/d41586-021-01869-0, lire en ligne, consulté le 2 mars 2023).
Les deux désastres naturels les plus meurtriers de l'histoire des États-Unis sont l'ouragan de Galveston qui fit de 8 000 à 12 000 morts le 8 septembre 1900 et l'ouragan Okeechobee qui fit de 2 500 à 3 000 en septembre 1928. Un total de 62 cyclones tropicaux a fait plus de 25 morts entre 1851 et 2010 sur le territoire administré par les États-Unis .
Les principales catastrophes climatiques entre 1988 et 2008 :

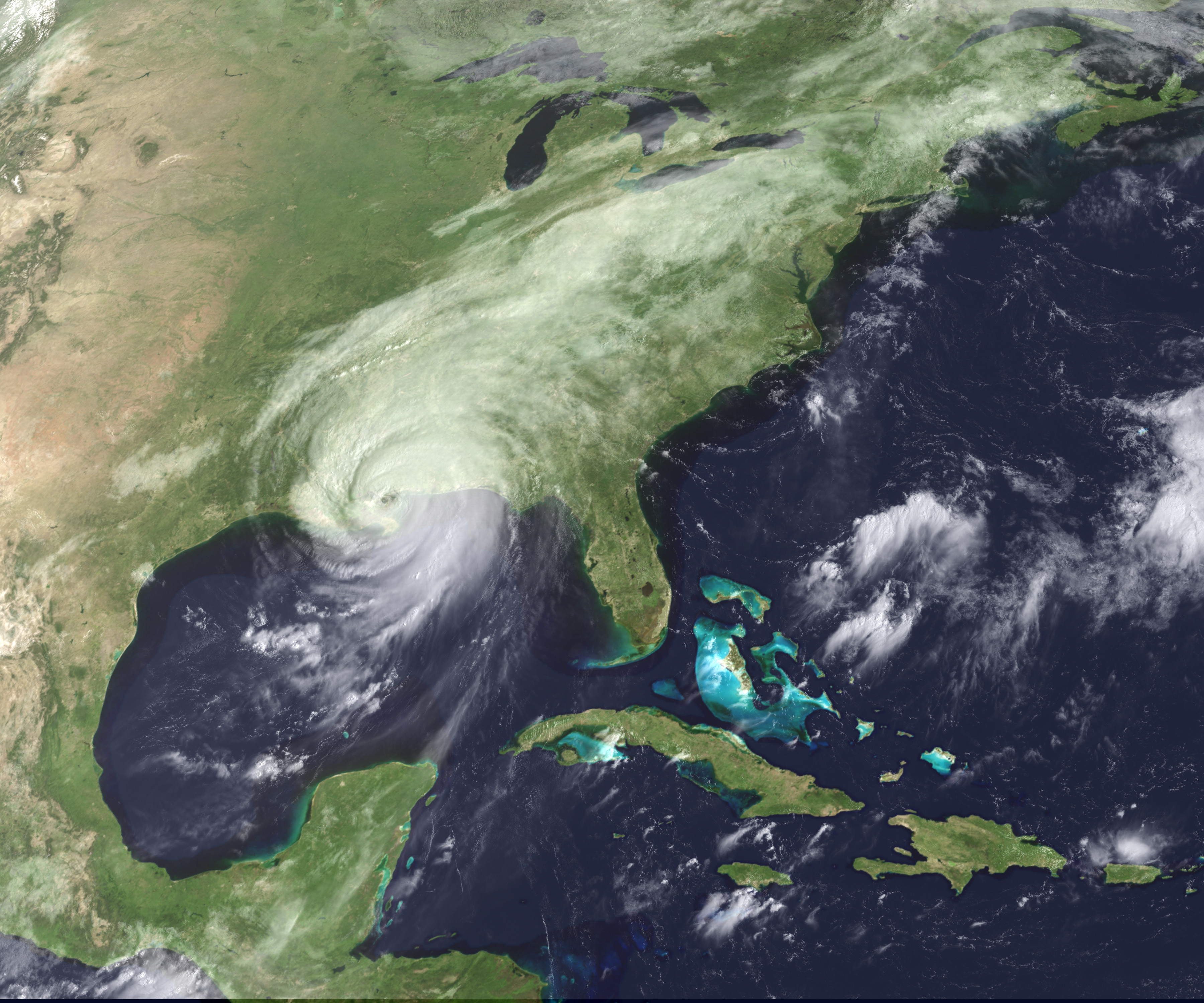
L'ouragan Katrina fut l'un des plus destructeurs de l'histoire américaine.

| Type de catastrophe | Régions touchées | Année | Nombre de morts en États-Unis | Coût économique (milliards de dollars) |
| ------------------- | ---------------- | ----- | ----------------------------- | -------------------------------------- |
| Sécheresse Canicule | Sud-Ouest        | 2013  |                               |                                        |
| Ouragan Katrina     | Sud-Est          | 2005  | 1833                          | 125                                    |
| Tornades            | Midwest          | 2004  | 51                            | 3,4                                    |
| Sécheresse canicule | Centre et Est    | 1988  | 5000 /10000                   | 40                                     |
| Inondations         | Midwest          | 1993  | 48                            | 21                                     |
| Blizzard            | Est              | 1993  | 270                           | 6                                      |

## Distribution des climats

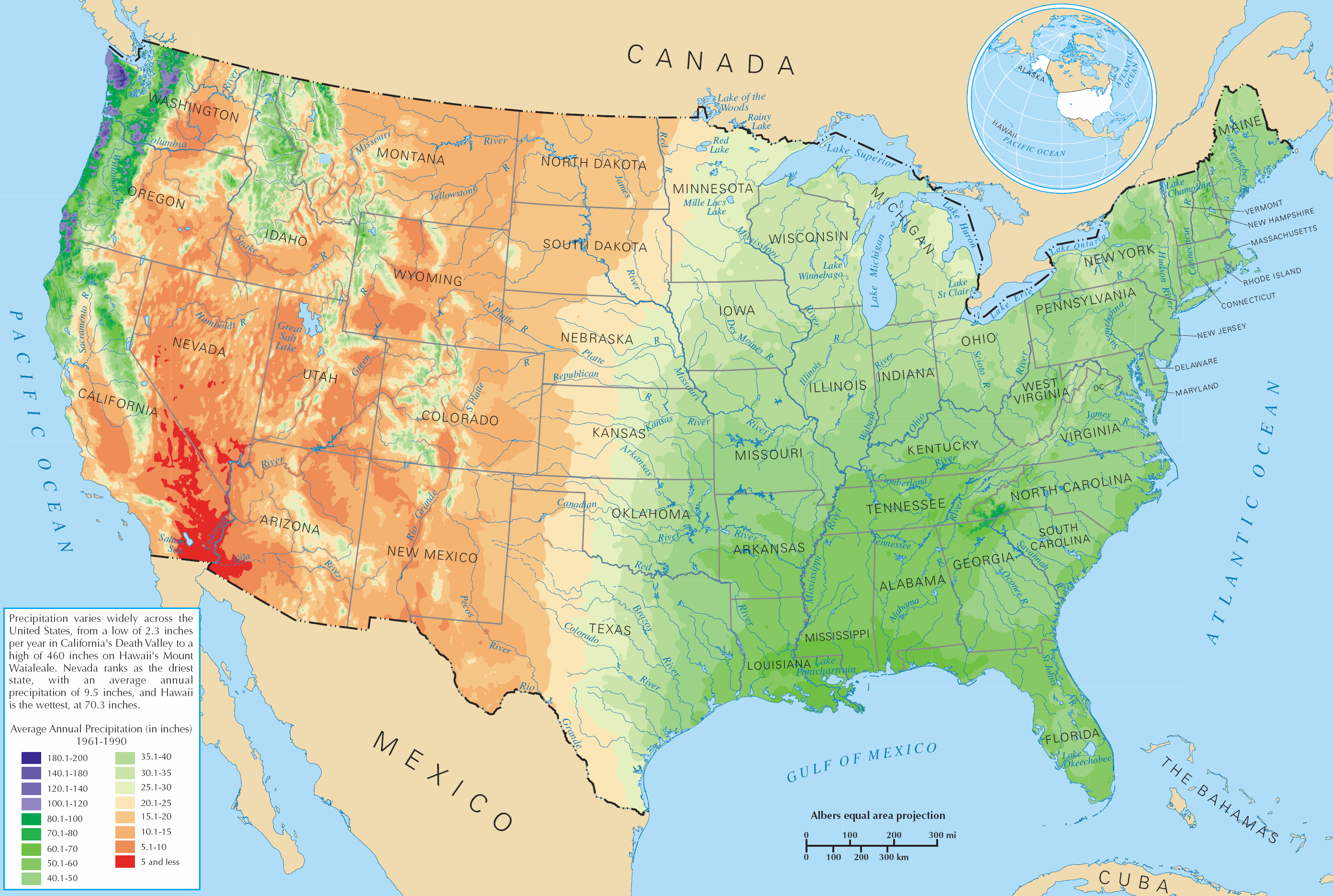
Précipitations annuelles.
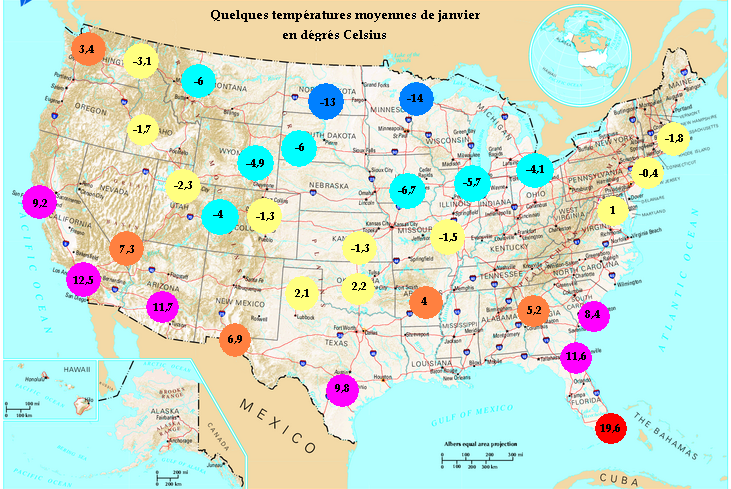
Températures moyennes de janvier.
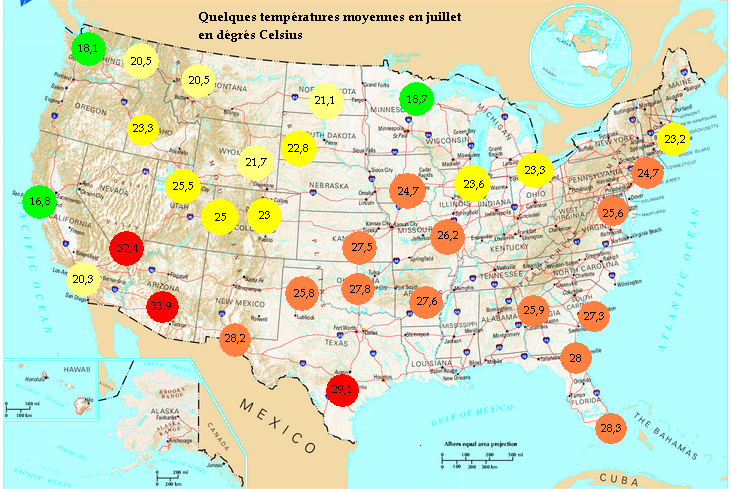
Températures moyennes de juillet.
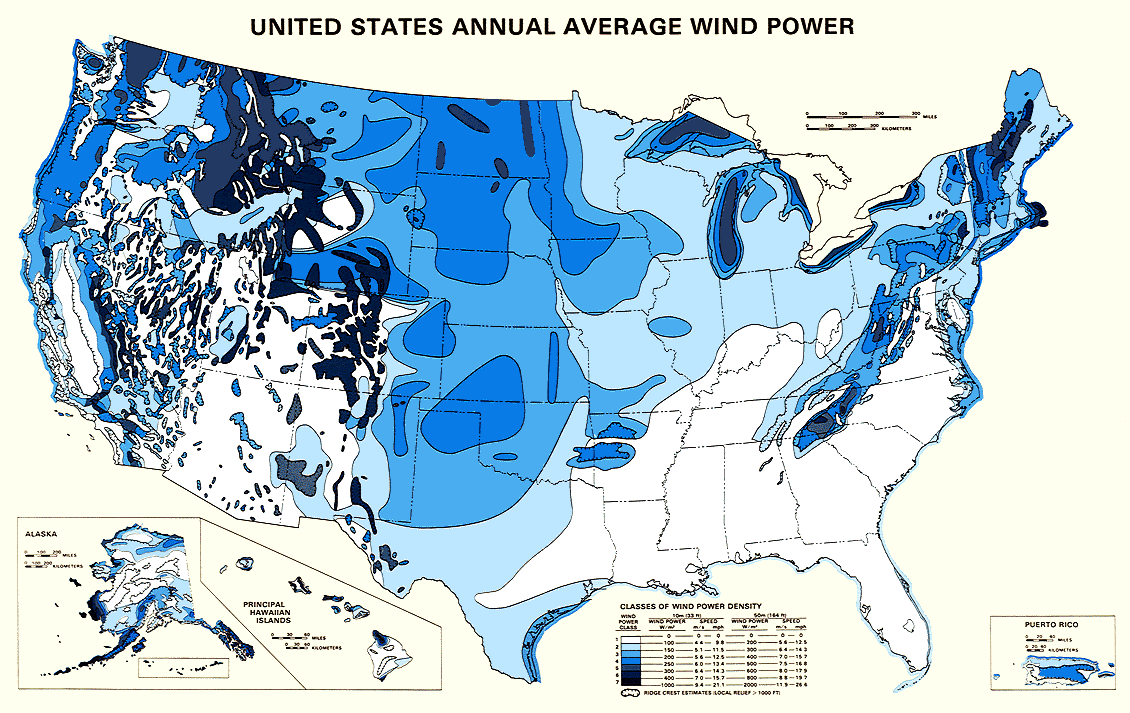
Vents.
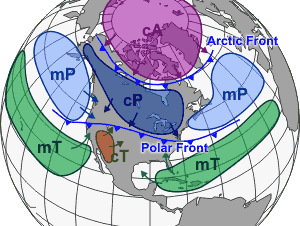
Masses d'air.
Zones souvent touchées par des orages violents.

### À l'est du100eméridien

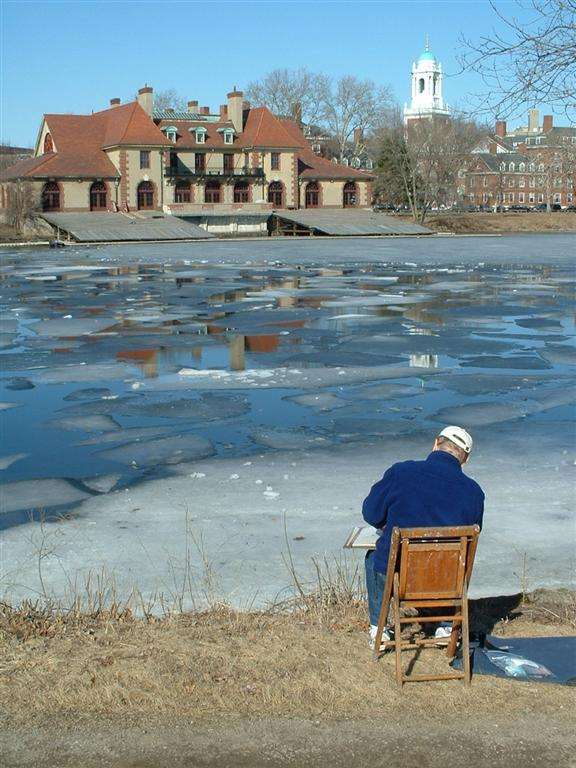
Charles River, Cambridge, Massachusetts.

Dans la moitié est des États-Unis, les climats ont une répartition relativement simple, commandée par la position en latitude. Seule la chaîne des Appalaches, d'orientation Nord-Est/Sud-Ouest et qui s'étend sur plusieurs centaines de kilomètres, vient contrarier cette répartition zonale.
L'ensemble de la zone s'étend plusieurs états, du golfe du Mexique (sauf le sud de la Floride) jusqu'à la frontière canadienne, et du littoral atlantique au 100e méridien. Ces régions se caractérisent par un climat tempéré humide de façade orientale. Elles sont soumises à la circulation méridienne des masses d'air : des vagues de froid en hiver (cold waves en anglais) peuvent descendre jusqu'en Floride, et des vagues chaudes et humides (hot waves) remontent jusqu'à l'extrême nord du pays en provoquant des canicules puis les fameux « étés indiens ».
Ce climat est humide : les précipitations sont supérieures à 700 mm par an. Cependant, on observe de grands écarts dans ce vaste ensemble de plusieurs millions de km², entre la côte et l'intérieur, mais aussi entre le nord et le sud. Les différences s'expliquent par la latitude, le degré de continentalité et la nature des courants marins. Ces dernières se combinent et permettent d'opposer une côte plus arrosée à un intérieur plus sec d'une part ; des régions méridionales plus chaudes que les états du nord-est. Les plus hauts sommets des Appalaches introduisent une nuance supplémentaire.
Les effets de la position en latitude sur les climats de la côte atlantique :
| Ville        | Latitude | Précipitations totales annuelles (mm) | Température moyenne annuelle (°C) | Amplitude thermique annuelle | Température moyenne de janvier (°C) | Température moyenne de juillet (°C) |
| ------------ | -------- | ------------------------------------- | --------------------------------- | ---------------------------- | ----------------------------------- | ----------------------------------- |
| Miami        | 25°48'N  | 1420                                  | 24,3                              | 8,6                          | 19,6                                | 28,1                                |
| Jacksonville | 30°19'N  | 1303                                  | 19,9                              | 16,3                         | 11,3                                | 27,6                                |
| Norfolk      | 36°54'N  | 1133                                  | 15,1                              | 21,8                         | 3,9                                 | 25,7                                |
| New York     | 40°47'N  | 1200                                  | 12,6                              | 25,2                         | -0,3                                | 24,9                                |
| Portland     | 43°39'N  | 1126                                  | 7,4                               | 26,5                         | -6,2                                | 20,3                                |

#### Le Nord-Est atlantique
La moitié Nord de la Nouvelle-Angleterre connait un climat tempéré froid et humide (climat de type Acadien, Dfb dans la classification de Köppen), tout comme la majeure partie du Québec. Les précipitations totales dépassent généralement 1 000 mm, l'hiver est froid (températures moyennes de janvier inférieure à −3 °C) et l'été est tempéré (températures moyennes de juillet comprises entre 18 °C et 22 °C). Les pluies sont réparties régulièrement sur l'année, car la région reçoit des influences maritimes associées à des perturbations.
L'amplitude thermique est élevée (environ 25 °C), mais reste plus faible qu'à l'ouest des Appalaches. L'hiver est froid, neigeux et venteux : les blizzards sont fréquents et forment des congères.
La station de Portland dans l'État du Maine est la plus représentative du climat acadien. Elle subit l'influence du courant marin froid du Labrador.
| Mois                              | jan.  | fév.  | mars | avril | mai  | juin | jui. | août | sep. | oct. | nov.  | déc.  | année   |
| --------------------------------- | ----- | ----- | ---- | ----- | ---- | ---- | ---- | ---- | ---- | ---- | ----- | ----- | ------- |
| Température minimale moyenne (°C) | −11,4 | −10,3 | −4,2 | 1,2   | 6,3  | 11,2 | 14,6 | 13,9 | 9,4  | 3,5  | −0,9  | −7,9  | 2,1     |
| Température moyenne (°C)          | −6,2  | −4,8  | 0,6  | 6,3   | 11,8 | 16,9 | 20,3 | 19,6 | 15,1 | 9,2  | 3,7   | −3,1  | 7,4     |
| Température maximale moyenne (°C) | −0,9  | 0,6   | 5,2  | 11,3  | 17,3 | 22,6 | 26   | 25,2 | 20,7 | 14,8 | 8,3   | 1,7   | 12,7    |
| Précipitations (mm)               | 89,7  | 84,6  | 93,2 | 103,6 | 91,9 | 87,4 | 78,5 | 72,9 | 78,5 | 99,1 | 131,3 | 115,6 | 1 126,3 |

New York, située plus au sud, a des étés plus chauds et plus humides. Les hivers sont moins rudes : New York se trouve dans une zone de transition vers le milieu subtropical. Il s'agit d'un climat continental humide à été chaud (Cfa dans la classification de Köppen),
| Mois                              | jan. | fév. | mars  | avril | mai   | juin | jui.  | août  | sep. | oct. | nov.  | déc. | année   |
| --------------------------------- | ---- | ---- | ----- | ----- | ----- | ---- | ----- | ----- | ---- | ---- | ----- | ---- | ------- |
| Température minimale moyenne (°C) | −3,7 | −2,8 | 1,6   | 6,6   | 12,1  | 17,2 | 20,2  | 19,6  | 15,6 | 9,8  | 5,1   | −0,7 | 8,3     |
| Température moyenne (°C)          | −0,3 | 0,9  | 5,8   | 11,4  | 17,1  | 22   | 24,9  | 24,2  | 20,1 | 14,2 | 8,7   | 2,6  | 12,6    |
| Température maximale moyenne (°C) | 3,1  | 4,6  | 10    | 16,2  | 22,1  | 26,7 | 29,6  | 28,7  | 24,6 | 18,5 | 12,2  | 5,8  | 16,8    |
| Précipitations (mm)               | 86,9 | 83,1 | 103,6 | 106,7 | 112,3 | 93,2 | 110,5 | 101,9 | 98,8 | 90,4 | 113,5 | 99,3 | 1 200,2 |

#### Le Centre-Nord: climats marqués par la continentalité

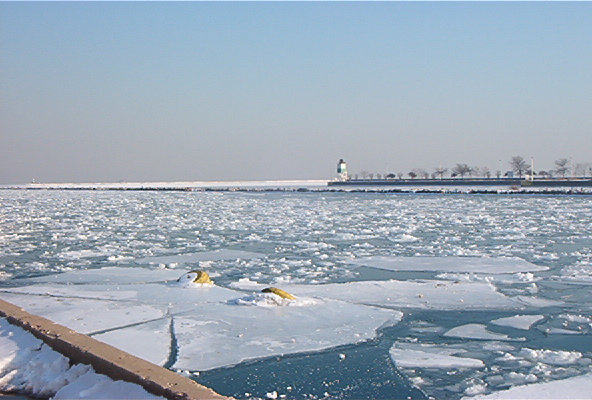
Lac Michigan, en hiver.

L'intérieur des terres (cf. Chicago, Des Moines et Duluth ci-dessous) est marqué par le caractère continental du climat et la circulation méridienne des masses d'air : la température moyenne annuelle est inférieure à 10 °C. Les hivers sont froids voire très froids. Les étés sont chauds et humides (hot waves venues du golfe du Mexique), avec des nuances en fonction de la position en latitude: Duluth, à l'ouest du Lac Supérieur : 18,9 °C en juillet (Dfb dans la classification de Köppen avec une température moyenne de juillet inférieure à 22 °C) ou Des Moines : 24,8 °C (Dfa dans la classification de Köppen avec une température moyenne de juillet supérieure à 22 °C). L'amplitude thermique annuelle est forte (plus de 30 °C) et augmente à mesure qu'on progresse à l'intérieur des terres. Les précipitations qui ne dépassent pas 900 mm par an sont plus irrégulières que sur le littoral atlantique et le maximum arrive en été, sous forme d'orages. Le total des précipitations décroît vers l'ouest (Chicago : 909 mm/an ; Duluth : 761 mm/an). La température et le temps peuvent changer brutalement en hiver comme en été.
Le gel persiste longtemps, généralement de novembre à mars. Il est engendré par les descentes d'air froid (cold waves) depuis le Canada qui ne trouvent aucun obstacle montagneux. Si la neige peut tomber au début de l'automne et du printemps, elle est plus importante en hiver qui est rigoureux. Dans le centre des États-Unis, la fin du printemps marque le début de la saison des tornades. Les remontées d'air tropical dernières provoquent des inondations comme celle de 1927, aggravées par la crue des cours d'eau. Elles compromettent certaines années les récoltes de céréales dans le bassin du Mississippi.
| Mois                              | jan.  | fév. | mars | avril | mai  | juin | jui. | août  | sep. | oct. | nov. | déc. | année |
| --------------------------------- | ----- | ---- | ---- | ----- | ---- | ---- | ---- | ----- | ---- | ---- | ---- | ---- | ----- |
| Température minimale moyenne (°C) | −10,6 | −8,2 | −1,9 | 3,7   | 8,7  | 14,2 | 17   | 16,4  | 12,2 | 5,7  | −0,2 | −7,2 | 4,1   |
| Température moyenne (°C)          | −6,1  | −3,7 | 2,9  | 9,2   | 14,9 | 20,3 | 22,9 | 22,1  | 18   | 11,6 | 4,4  | −3   | 9,4   |
| Température maximale moyenne (°C) | −1,7  | 0,8  | 7,7  | 14,8  | 21,2 | 26,4 | 28,7 | 27,7  | 23,8 | 17,4 | 9,1  | 1,1  | 14,7  |
| Précipitations (mm)               | 38,9  | 34,5 | 68,3 | 92,5  | 84,3 | 96   | 93   | 107,2 | 97   | 61,2 | 74,2 | 62,7 | 909,6 |

| Mois                              | jan.  | fév.  | mars | avril | mai  | juin | jui. | août  | sep. | oct. | nov. | déc.  | année |
| --------------------------------- | ----- | ----- | ---- | ----- | ---- | ---- | ---- | ----- | ---- | ---- | ---- | ----- | ----- |
| Température minimale moyenne (°C) | −19   | −16,2 | −9,1 | −1,7  | 4,2  | 9,2  | 12,8 | 11,8  | 6,9  | 1,7  | −5,8 | −15,1 | −1,6  |
| Température moyenne (°C)          | −13,9 | −10,9 | −4,2 | 3,7   | 10,4 | 15,4 | 18,9 | 17,6  | 12,3 | 6,5  | −2   | −10,7 | 3,5   |
| Température maximale moyenne (°C) | −8,8  | −5,7  | 0,5  | 9     | 16,6 | 21,7 | 25,1 | 23,3  | 17,7 | 11,3 | 1,8  | −6,3  | 8,8   |
| Précipitations (mm)               | 31    | 20,3  | 48,5 | 57,2  | 77   | 97   | 91,7 | 101,3 | 97,5 | 63,2 | 45,7 | 31,5  | 761,8 |

| Mois                              | jan.  | fév. | mars | avril | mai  | juin  | jui. | août  | sep. | oct. | nov. | déc. | année |
| --------------------------------- | ----- | ---- | ---- | ----- | ---- | ----- | ---- | ----- | ---- | ---- | ---- | ---- | ----- |
| Température minimale moyenne (°C) | −11,8 | −9,1 | −2,4 | 4,4   | 10,8 | 16,2  | 19,2 | 17,6  | 12,5 | 5,9  | −1,2 | −8,8 | 4,4   |
| Température moyenne (°C)          | −7    | −4,1 | 2,9  | 10,5  | 16,8 | 22,1  | 24,8 | 23,3  | 18,4 | 11,9 | 3,9  | −4,2 | 9,9   |
| Température maximale moyenne (°C) | −2,2  | 0,9  | 8,3  | 16,6  | 22,8 | 27,9  | 30,4 | 29    | 24,2 | 17,9 | 8,9  | 0,3  | 15,4  |
| Précipitations (mm)               | 24,4  | 28,2 | 59,2 | 85,3  | 93   | 113,3 | 96   | 106,7 | 89,7 | 66,5 | 45,5 | 33,5 | 841,3 |

#### Les régions subtropicales du Sud-Est

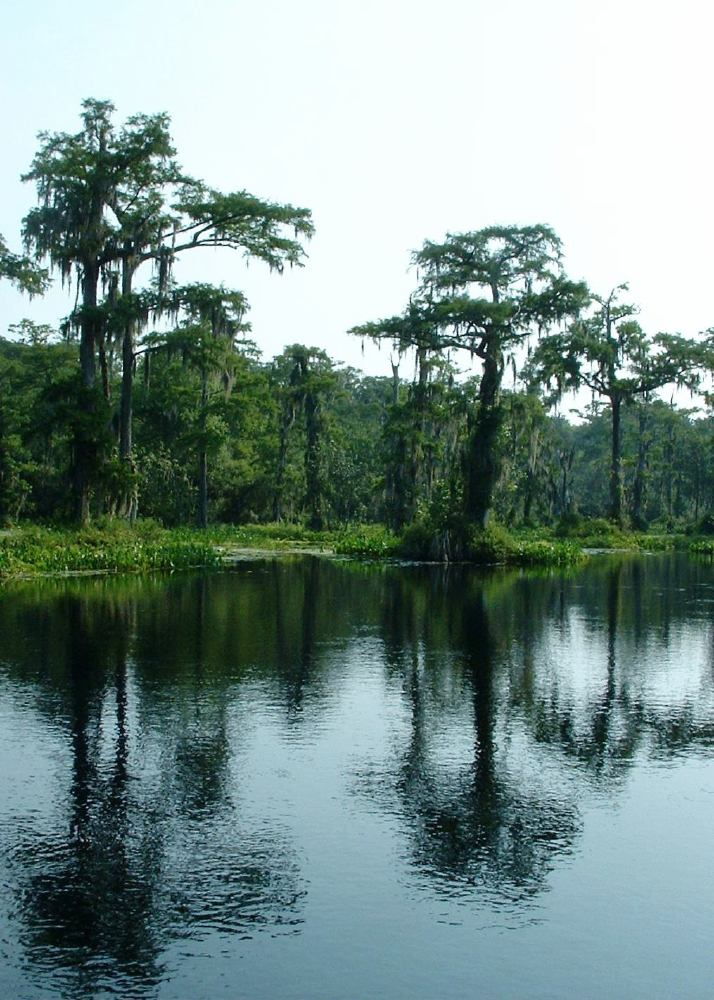
Wakulla Springs, Floride.

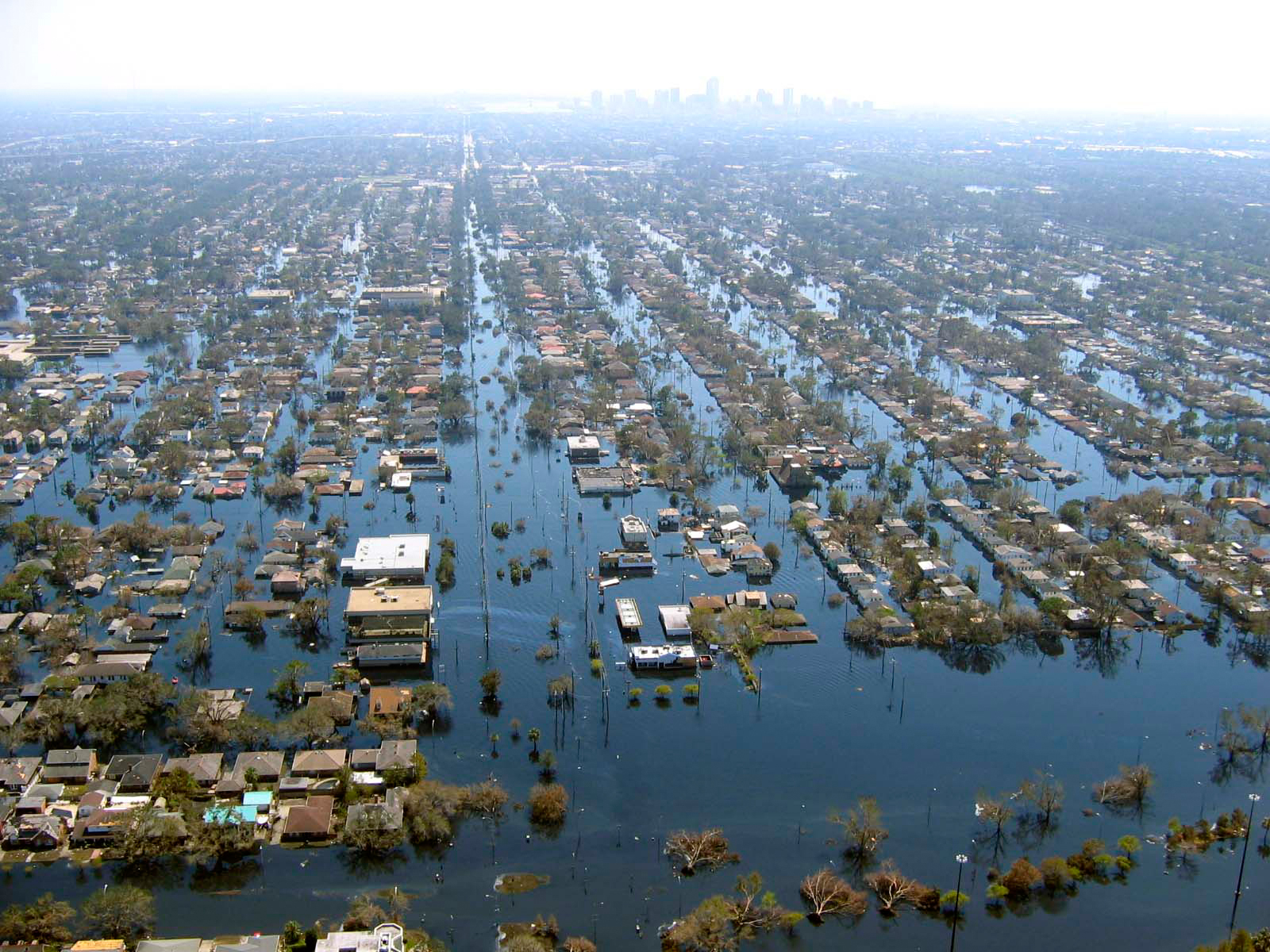
La Nouvelle-Orléans après le passage de l'ouragan Katrina (août 2005).

Le sud-est des États-Unis (stations de Norfolk, Atlanta et Jacksonville ci-dessous), hormis les Appalaches et l'extrême sud de la Floride, est une région subtropicale humide (climat de type cantonais, Cfa dans la classification de Koppen, mais Cra dans celle de Trewartha qui y a ajouté l'obligation de posséder 8 mois > 10 °C de moyenne). Elle concerne les états du golfe du Mexique et le sud de la façade atlantique. La limite sud du climat subtropical est proche de la ville de Miami et de la côte sud du Texas. Là commence la zone de climat tropical qui se distingue par des hivers insignifiants et sans gelée (températures moyennes de janvier supérieure à 18 °C).
Les précipitations dépassent 1 000 mm par an et sont réparties de manière assez régulière sur l'année, avec un maximum en été sur la côte. La température moyenne annuelle est supérieure à 15 °C. Les étés sont chauds et humides (températures moyennes de juillet supérieure à 22 °C), les hivers frais (températures moyennes de janvier supérieure à −3 °C) et même neigeux dans la partie la plus au nord (Norfolk, Atlanta). L'amplitude thermique annuelle est donc relativement importante (entre 15 et 25 °C). En fin d'été, ces régions sont touchées par des tempêtes et des ouragans qui provoquent d'importants dégâts. L'été est humide et chaude à cause des remontées d'air tropical venu du golfe du Mexique.
Néanmoins, dans cette vaste région subtropicale, les nuances climatiques ne manquent pas. Sur le littoral atlantique, baigné par le courant chaud du Gulf Stream, le total annuel des précipitations baisse et les hivers deviennent plus froids en allant vers le nord. Ainsi, il tombe en moyenne 22 cm de neige à Norfolk une ville du littoral virginien située à 36° de latitude nord, c'est-à-dire à la latitude de Malte.
Sur les côtes du golfe du Mexique, le total annuel des précipitations est plus important que sur la côte atlantique à la même latitude (Nouvelle-Orléans : 1 571 mm ; Jacksonville : 1 303 mm). Lorsque l'on remonte à l'intérieur des terres, dans le bassin du Mississippi, les précipitations annuelles diminuent et les températures se rafraîchissent, avec des gelées en hiver. La limite Nord de la zone subtropicale commence approximativement à hauteur de la Baie de chesapeake contre l'Atlantique, englobe la moitié Est de la Virginie, la majorité de la Caroline du Nord et les moitiés Nord des États du Tennessee et de l'Oklahoma. Plus au Nord de cette limite, le climat est de type continental humide avec des hivers frais.
Enfin, les montagnes Appalaches, qui culminent à plus de 2 000 mètres, perturbent le climat subtropical en Géorgie et en Caroline du Nord : elles augmentent les précipitations et refroidissent les températures.
| Mois                              | jan. | fév. | mars | avril | mai  | juin | jui.  | août  | sep. | oct. | nov. | déc. | année    |
| --------------------------------- | ---- | ---- | ---- | ----- | ---- | ---- | ----- | ----- | ---- | ---- | ---- | ---- | -------- |
| Température minimale moyenne (°C) | −0,6 | 0,2  | 4,1  | 8,4   | 13,8 | 18,4 | 21,1  | 20,8  | 17,9 | 11,6 | 6,6  | 1,9  | 10,3     |
| Température moyenne (°C)          | 3,9  | 5    | 9,2  | 13,9  | 18,9 | 23,4 | 25,7  | 25,1  | 22,2 | 16,2 | 11,4 | 6,6  | 15,1     |
| Température maximale moyenne (°C) | 8,7  | 9,8  | 14,4 | 19,4  | 24,1 | 28,3 | 30,2  | 29,5  | 26,4 | 20,8 | 16,2 | 11,2 | 19,9     |
| Précipitations (mm)               | 96   | 88,1 | 94   | 77,7  | 96,8 | 97   | 128,5 | 122,2 | 99,1 | 80   | 72,4 | 82   | 1 133,76 |

| Mois                              | jan.  | fév.  | mars  | avril | mai  | juin | jui.  | août | sep. | oct. | nov. | déc. | année   |
| --------------------------------- | ----- | ----- | ----- | ----- | ---- | ---- | ----- | ---- | ---- | ---- | ---- | ---- | ------- |
| Température minimale moyenne (°C) | −0,3  | 1,4   | 5,8   | 10,1  | 14,8 | 19   | 20,8  | 20,6 | 17,5 | 11,1 | 6    | 1,7  | 10,7    |
| Température moyenne (°C)          | 5     | 7,1   | 11,9  | 16,4  | 20,7 | 24,4 | 26    | 25,6 | 22,6 | 16,8 | 11,7 | 6,9  | 16,2    |
| Température maximale moyenne (°C) | 10,2  | 12,8  | 17,9  | 22,6  | 26,4 | 29,9 | 31,1  | 30,6 | 27,7 | 22,6 | 17,4 | 12,2 | 21,8    |
| Précipitations (mm)               | 120,6 | 122,2 | 146,6 | 108,2 | 109  | 90,4 | 127,3 | 93   | 86,9 | 77,5 | 98   | 110  | 1 289,7 |

| Mois                              | jan. | fév. | mars | avril | mai  | juin  | jui.  | août  | sep.  | oct. | nov. | déc. | année   |
| --------------------------------- | ---- | ---- | ---- | ----- | ---- | ----- | ----- | ----- | ----- | ---- | ---- | ---- | ------- |
| Température minimale moyenne (°C) | 4,7  | 6,3  | 9,6  | 12,7  | 16,7 | 20,6  | 22,2  | 22,1  | 20,6  | 15,2 | 10,1 | 6,3  | 13,9    |
| Température moyenne (°C)          | 11,3 | 12,9 | 16,2 | 19,4  | 23   | 26,2  | 27,6  | 27,3  | 25,6  | 21   | 16,6 | 12,8 | 19,9    |
| Température maximale moyenne (°C) | 17,9 | 19,4 | 22,8 | 26,2  | 29,3 | 31,8  | 33    | 32,6  | 30,7  | 26,8 | 23,1 | 19,3 | 26      |
| Précipitations (mm)               | 84,1 | 99,8 | 93,5 | 70,4  | 90,2 | 144,5 | 142,2 | 201,4 | 179,1 | 73,7 | 55,6 | 69,1 | 1 303,6 |

#### L'extrême sud de la Floride: un climat tropical humide
Seule la pointe de la Floride, au sud de Miami, connaît un climat tropical humide : la température annuelle est chaude (environ 25 °C) et les températures mensuelles sont toujours supérieures à 18 °C. L'amplitude thermique est faible et les précipitations abondantes, avec un maximum en été. L'hiver est plus frais et plus sec que l'été. La région se trouve sur la trajectoire des ouragans pendant la saison estivale.
| Mois                              | jan. | fév. | mars | avril | mai  | juin  | jui. | août  | sep.  | oct.  | nov. | déc. | année   |
| --------------------------------- | ---- | ---- | ---- | ----- | ---- | ----- | ---- | ----- | ----- | ----- | ---- | ---- | ------- |
| Température minimale moyenne (°C) | 18,3 | 18,7 | 20,6 | 22,3  | 24,5 | 25,8  | 26,4 | 26,3  | 25,8  | 24,2  | 21,8 | 19,3 | 22,8    |
| Température moyenne (°C)          | 21,1 | 21,4 | 23,2 | 25    | 27   | 28,4  | 29,1 | 29,1  | 28,5  | 26,7  | 24,2 | 21,9 | 25,4    |
| Température maximale moyenne (°C) | 23,8 | 24,1 | 25,9 | 27,6  | 29,5 | 30,9  | 31,7 | 31,8  | 31,1  | 29,1  | 26,7 | 24,5 | 28      |
| Précipitations (mm)               | 51,1 | 45,7 | 43,4 | 44,4  | 87,8 | 129,3 | 91,7 | 127,8 | 148,6 | 112,3 | 72,1 | 51,3 | 1 005,5 |

### À l'ouest du100eméridien
Les climats de la moitié occidentale des États-Unis sont conditionnés par les barrières montagneuses qui s'échelonnent du littoral vers l'intérieur des terres, sur plusieurs centaines de kilomètres. Ces chaînes bloquent les influences océaniques venues de l'océan Pacifique. Des climats arides et semi-arides, plus ou moins chauds selon la latitude, l'altitude et la position par rapport aux versants montagneux, se succèdent dans le Grand Bassin et sur les plateaux du centre. Sur le littoral, on peut distinguer un climat océanique très humide au nord (littoral de l'État de Washington) et méditerranéen semi-aride tout au sud (région de San Diego-Palm Springs). Entre les deux se trouve une zone de transition qui correspond au centre de la Californie. Dans les montagnes, les climats dépendent de l'altitude et de l'exposition aux vents d'ouest. Les sommets reçoivent généralement plus de précipitations que les régions environnantes.

#### Les Grandes Plaines, un climat continental
La région de l'ouest des Grandes Plaines et les Hautes Plaines se caractérise par une végétation de prairie. Les précipitations dépendent de la latitude ; elles sont relativement faibles à cause de la situation d'abri derrière les Rocheuses. Elles sont partout comprises entre 400 et 1 000 mm par an. Les hivers sont froids et relativement longs ; ils se rafraîchissent en allant vers le nord et en montant en altitude. La région est soumise aux coulées d'air polaire continental venues du nord. Les étés sont chauds et orageux. L'effet de foehn provoque un vent chaud et sec (le chinook) qui descend des Montagnes Rocheuses et se dirige vers l'est.
| Mois                              | jan.  | fév.  | mars | avril | mai  | juin | jui. | août | sep. | oct. | nov. | déc.  | année |
| --------------------------------- | ----- | ----- | ---- | ----- | ---- | ---- | ---- | ---- | ---- | ---- | ---- | ----- | ----- |
| Température minimale moyenne (°C) | −18,1 | −13,4 | −7,2 | −0,8  | 6    | 10,9 | 13,5 | 12,6 | 6,5  | 0,1  | −7,9 | −15,1 | −1    |
| Température maximale moyenne (°C) | −6,1  | −1,9  | 4,6  | 13,3  | 20,6 | 25,4 | 29,2 | 28,5 | 22   | 14,6 | 3,4  | −3,5  | 11,7  |
| Précipitations (mm)               | 11,4  | 12,9  | 21,6 | 37,1  | 56,4 | 65,8 | 65,5 | 54,6 | 40,9 | 32,5 | 17,8 | 11,2  | 427,7 |

Le climat du Dakota du Nord est marqué par la continentalité (à plusieurs centaines de kilomètres à l'intérieur des terres) et l'altitude (Bismarck est à 500 mètres d'altitude environ). La chaîne de montagnes Rocheuses bloque les précipitations, si bien que le total annuel est assez faible. En 12 mois, il pleut autant qu'à Tunis ou Casablanca. Les températures descendent très bas l'hiver (−12 °C en moyenne en janvier, donc plus froid qu'à Moscou). L'amplitude thermique entre l'hiver et l'été est de 34 °C, les précipitations ont lieu durant la période estivale, c'est pourquoi on peut dire que le climat est continental sec.
| Mois                     | jan. | fév. | mars | avril | mai  | juin | jui. | août | sep. | oct. | nov. | déc. | année |
| ------------------------ | ---- | ---- | ---- | ----- | ---- | ---- | ---- | ---- | ---- | ---- | ---- | ---- | ----- |
| Température moyenne (°C) | −4,4 | −2,3 | 1,7  | 8,7   | 14,7 | 20,6 | 24,5 | 23,6 | 17,6 | 10,6 | 1,9  | −2,6 | 9,6   |
| Précipitations (mm)      | 11   | 13   | 25   | 51    | 75   | 84   | 63   | 54   | 42   | 23   | 13   | 10   | 464   |

| Mois                              | jan. | fév. | mars | avril | mai  | juin  | jui. | août | sep. | oct. | nov. | déc. | année |
| --------------------------------- | ---- | ---- | ---- | ----- | ---- | ----- | ---- | ---- | ---- | ---- | ---- | ---- | ----- |
| Température minimale moyenne (°C) | −7,1 | −4,6 | 0,9  | 6,9   | 12,4 | 18,1  | 21,1 | 19,9 | 15,1 | 8,1  | 1,1  | −5   | 7,2   |
| Température maximale moyenne (°C) | 4,3  | 7,7  | 14   | 20,2  | 24,9 | 30,4  | 33,8 | 32,6 | 27,4 | 21,4 | 12,9 | 6,1  | 19,6  |
| Précipitations (mm)               | 20,1 | 24,4 | 61,7 | 60,5  | 96,8 | 109,5 | 79,5 | 76,7 | 88,6 | 56,4 | 40,4 | 30,5 | 745,1 |

#### Montagnes RocheusesetSierra Nevada, un climat sec d'altitude

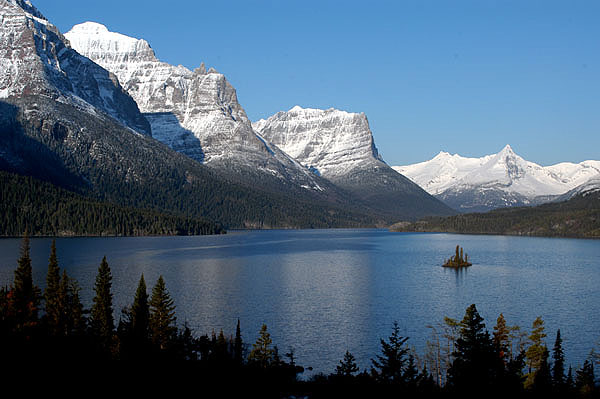
Parc national de Glacier, au nord des Montagnes Rocheuses.

D'une manière générale, le climat des montagnes possède les caractéristiques des régions basses voisines, dégradées par l'altitude. Généralement, les précipitations augmentent avec l'altitude, alors que les températures diminuent. Par exemple, à El Paso dans l'est du Texas (voir ci-dessous), le maximum des précipitations a lieu en été, caractéristique que l'on retrouve à l'est dans le domaine subtropical. Les hivers sont froids, parfois neigeux, à cause de l'altitude.
Les Montagnes Rocheuses connaissent un climat montagnard altéré par la continentalité et la sécheresse : dans la partie nord, les étés sont  tempérés et les hivers sont marqués avec des précipitations neigeuses ; les amplitudes thermiques sont assez grandes.
| Mois                              | jan. | fév. | mars | avril | mai  | juin | jui. | août | sep. | oct. | nov. | déc. | année |
| --------------------------------- | ---- | ---- | ---- | ----- | ---- | ---- | ---- | ---- | ---- | ---- | ---- | ---- | ----- |
| Température minimale moyenne (°C) | −1,4 | 1,1  | 4,6  | 8,9   | 13,6 | 17,9 | 20,2 | 19,2 | 16,4 | 9,8  | 3,6  | −0,7 | 9,4   |
| Température moyenne (°C)          | 6    | 8,9  | 12,8 | 17,4  | 22,1 | 26,9 | 27,9 | 26,7 | 23,6 | 17,8 | 11,3 | 6,7  | 17,3  |
| Température maximale moyenne (°C) | 13,4 | 16,8 | 21,1 | 25,9  | 30,6 | 35,8 | 35,6 | 34,2 | 30,6 | 25,8 | 19,1 | 14,2 | 25,2  |
| Précipitations (mm)               | 10,2 | 10,4 | 7,4  | 5,1   | 6,4  | 17   | 39,1 | 40,1 | 43,2 | 19,3 | 11,2 | 14,5 | 223,9 |

| Mois                              | jan.  | fév.  | mars | avril | mai  | juin | jui. | août | sep. | oct. | nov. | déc.  | année |
| --------------------------------- | ----- | ----- | ---- | ----- | ---- | ---- | ---- | ---- | ---- | ---- | ---- | ----- | ----- |
| Température minimale moyenne (°C) | −12,4 | −10,6 | −8,2 | −3,3  | 1,3  | 5,1  | 8,1  | 7,4  | 2,8  | −1,4 | −7,1 | −11,2 | −2,4  |
| Température maximale moyenne (°C) | −1,9  | 1,1   | 4,2  | 9,6   | 18,8 | 21,1 | 26,4 | 25,7 | 19,9 | 13,2 | 3,7  | −0,8  | 11,6  |
| Précipitations (mm)               | 28    | 19    | 28   | 30    | 51   | 38   | 38   | 36   | 33   | 25   | 25   | 25    | 376   |
| dont neige (cm)                   | 37    | 26    | 33   | 15    | 3,8  | 2    | 0    | 0    | 1,3  | 9,4  | 23   | 34    | 182,7 |

| Mois                              | jan. | fév. | mars | avril | mai | juin | jui. | août | sep. | oct. | nov. | déc. | année |
| --------------------------------- | ---- | ---- | ---- | ----- | --- | ---- | ---- | ---- | ---- | ---- | ---- | ---- | ----- |
| Température minimale moyenne (°C) | −3   | −2   | 0    | 2     | 5   | 9    | 12   | 11   | 8    | 4    | 0    | −3   | 3,8   |
| Température maximale moyenne (°C) | 9    | 13   | 15   | 18    | 23  | 28   | 32   | 32   | 20   | 23   | 14   | 9    | 20,5  |
| Précipitations (mm)               | 157  | 155  | 132  | 76    | 33  | 18   | 10   | 8    | 23   | 53   | 140  | 142  | 947   |

#### Entre les Montagnes Rocheuses et la Sierra Nevada, un climat désertique

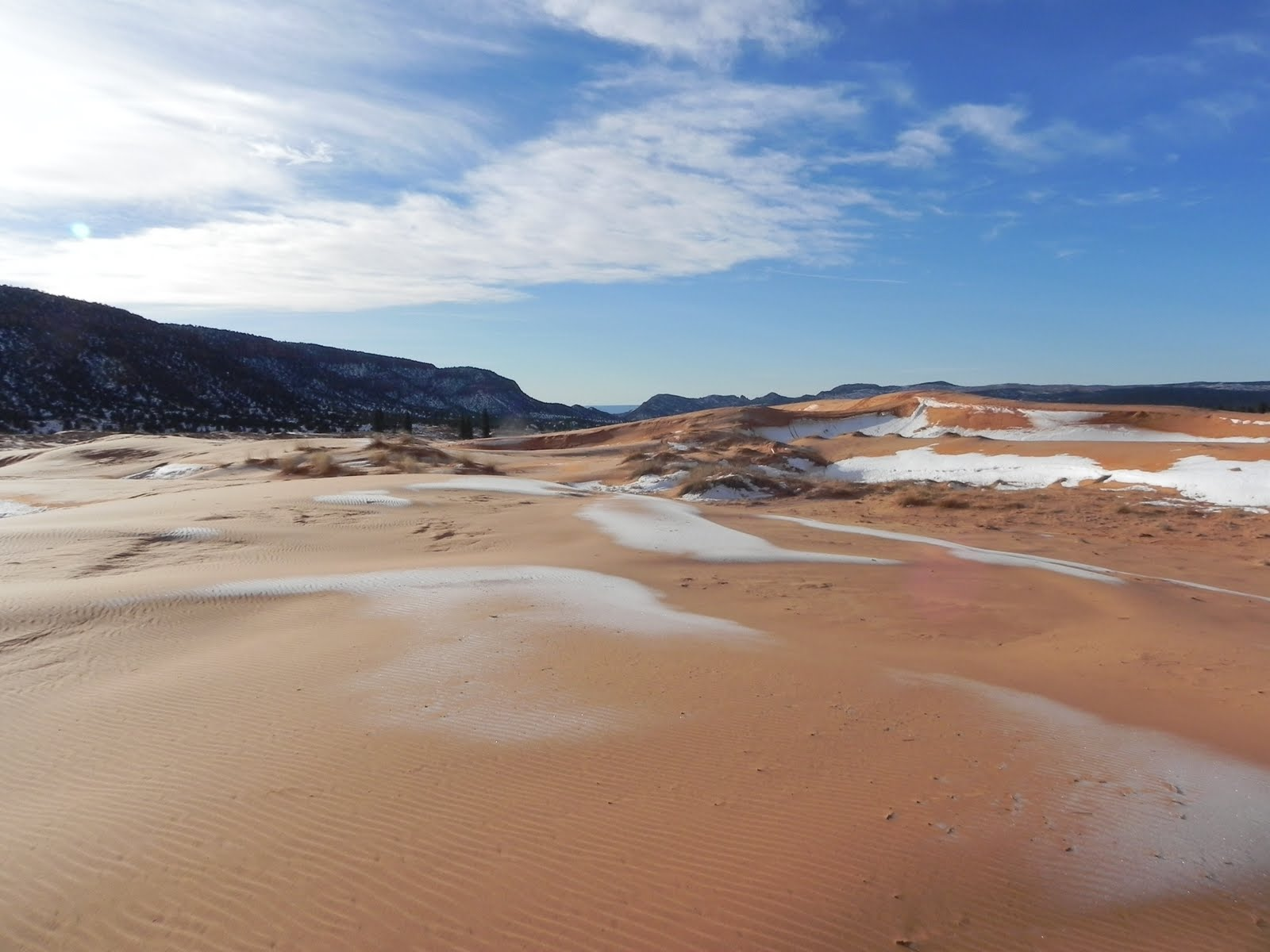
Dunes de sable rose du parc d'État de Coral Pink Sand Dunes, Utah.

L'Ouest américain est un espace de fortes contraintes climatiques dont la principale est l'aridité. Cette dernière concerne les plateaux situés entre les Montagnes Rocheuses et les chaînes du Pacifique (Sierra Nevada, chaînes côtières du Pacifique et chaîne des Cascades). Ces régions sont des zones désertiques ou semi-désertiques liées à leur position d'abri. Au total, la superficie des déserts américains est de 800 000 km2 soit 1,5 fois la taille de la France. Pourtant, les zones arides possèdent des ilôts de peuplement dense et l'on y trouve plusieurs agglomérations de plus d'un million d'habitants (Las Vegas, Tucson, Phoenix). La climatisation entraîne un surcoût énergétique et certains cours d'eau voient leur niveau diminuer à cause de l'irrigation (Colorado).

##### Régions sèches et chaudes

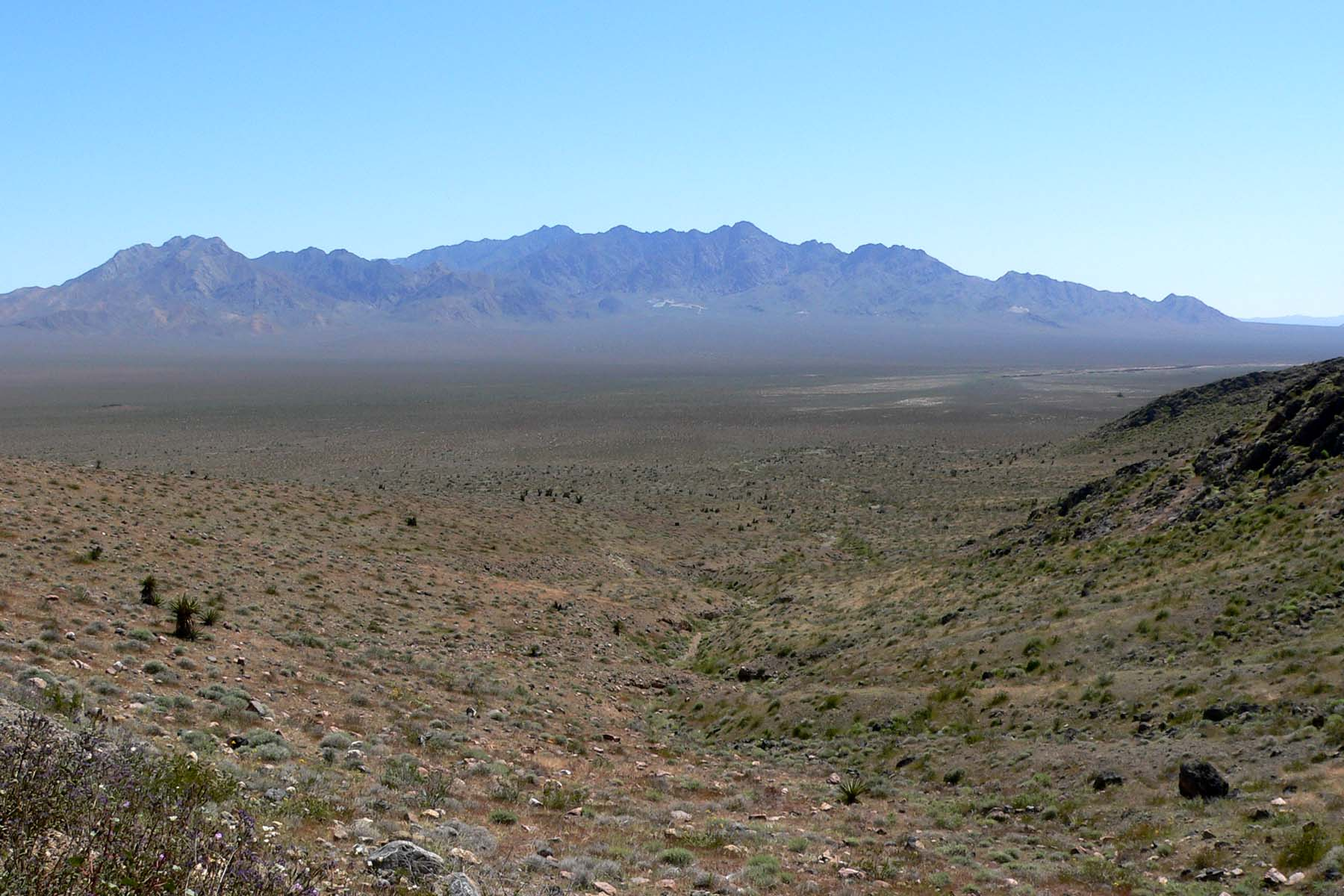
Désert des Mojaves.

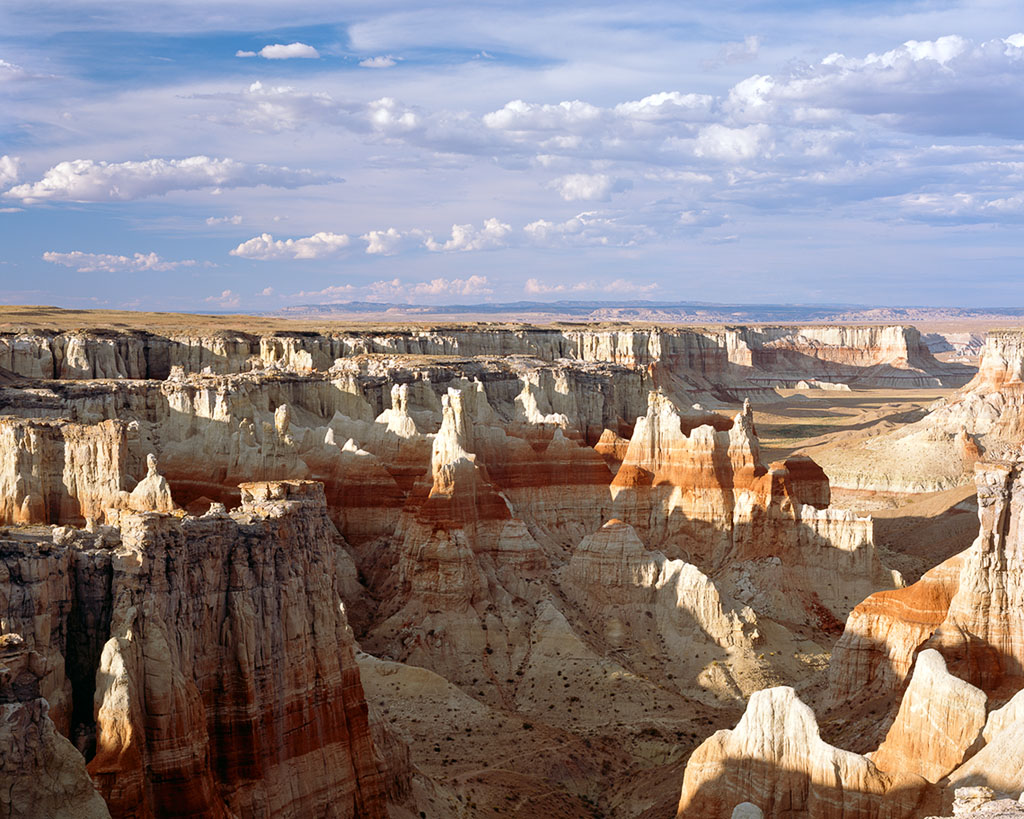
Painted Desert (Nouveau Mexique).

Elles se répartissent en deux groupes : les régions vraiment désertiques d'une part (Bwh dans la classification de Köppe ou climat de type syrien), c'est-à-dire le sud-est de la Californie, le sud du Nevada et l'Arizona ; les régions semi-arides, (Bsh) restreintes aux marges des déserts et aux zones situées en altitude (hauts plateaux et montagnes).
Ces régions sont à la fois des déserts zonaux puisqu'ils sont situés à la même latitude que les déserts du Sahara et de Syrie (entre 31 et 38°N), mais aussi des déserts d'abri. Les précipitations annuelles sont irrégulières et inférieures à 250 mm car les influences océaniques sont bloquées par la Sierra Nevada et les chaînes du Grand Bassin. Ce climat est donc une dégradation du climat méditerranéen qui règne sur la côte du Pacifique. L'effet de fœhn renforce l'aridité et la chaleur de l'air. Le désert des Mojaves est l'une des régions les plus arides : sa fameuse vallée de la Mort (Californie) constitue le point le plus chaud des États-Unis et l'un des plus secs (moins de 60 mm de pluie par an). Les principaux autres déserts du sud-ouest américain sont le Désert de Sonora (Californie, Arizona) et le désert de Chihuahua (Nouveau-Mexique, Texas).
La biomasse est relativement faible. La faune et la flore sont adaptées à la sécheresse et à l'évaporation.
- Climat désertique chaud :

| Mois                              | jan. | fév. | mars | avril | mai  | juin | jui. | août | sep. | oct. | nov. | déc. | année |
| --------------------------------- | ---- | ---- | ---- | ----- | ---- | ---- | ---- | ---- | ---- | ---- | ---- | ---- | ----- |
| Température minimale moyenne (°C) | 5,1  | 7,1  | 9,3  | 12,9  | 17,7 | 22,7 | 27,2 | 26,2 | 22,7 | 16   | 9,4  | 5,4  | 15,1  |
| Température moyenne (°C)          | 12   | 14,3 | 16,8 | 21,1  | 26   | 31,2 | 34,2 | 33,1 | 29,8 | 23,6 | 16,6 | 12,3 | 22,5  |
| Température maximale moyenne (°C) | 18,8 | 21,5 | 24,2 | 29,2  | 34,2 | 39,7 | 41,1 | 39,8 | 36,8 | 31,2 | 23,8 | 19   | 29,9  |
| Précipitations (mm)               | 17   | 17,3 | 22,4 | 5,6   | 3    | 3,3  | 21,1 | 24,4 | 21,8 | 16,5 | 16,8 | 25,4 | 194,6 |

| Mois                              | jan. | fév. | mars | avril | mai | juin | jui. | août | sep. | oct. | nov. | déc. | année |
| --------------------------------- | ---- | ---- | ---- | ----- | --- | ---- | ---- | ---- | ---- | ---- | ---- | ---- | ----- |
| Température minimale moyenne (°C) | 1    | 3    | 6    | 10    | 15  | 20   | 24   | 23   | 18   | 12   | 5    | 1    | 12    |
| Température moyenne (°C)          | 7    | 10   | 13   | 18    | 23  | 28   | 32   | 31   | 27   | 20   | 12   | 7    | 19    |
| Température maximale moyenne (°C) | 13   | 17   | 20   | 25    | 31  | 37   | 40   | 38   | 34   | 27   | 18   | 13   | 26    |
| Précipitations (mm)               | 10   | 10   | 10   | 0     | 0   | 0    | 10   | 10   | 0    | 0    | 10   | 10   | 100   |

##### Régions sèches à hiver froid

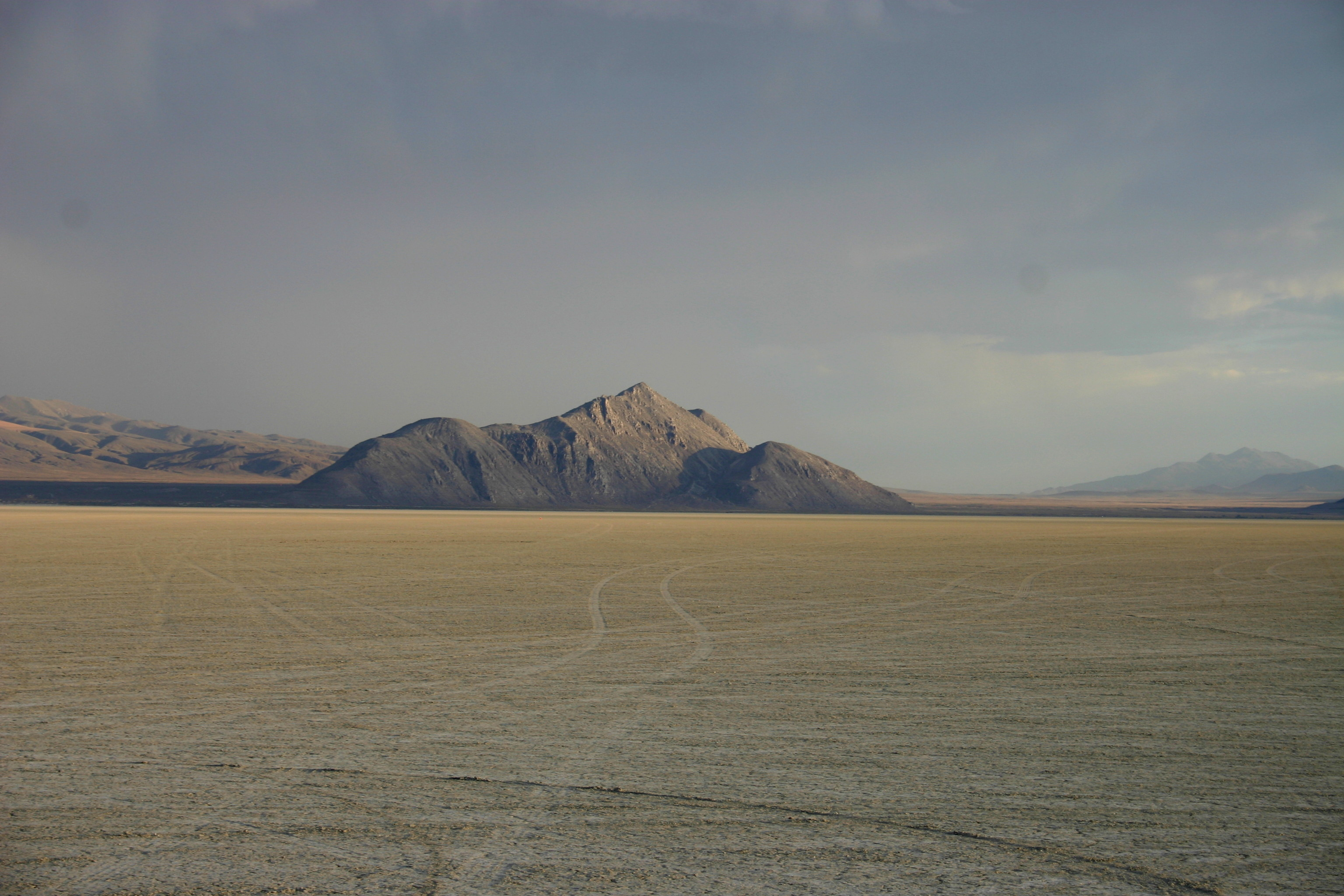
Black Rock Desert (Nevada).

Dans les autres régions du centre-ouest des États-Unis, les chaînes montagneuses jouent encore le rôle de barrière aux influences océaniques, mais la situation plus au nord, conjuguée à l'altitude, rafraîchissent la température moyenne annuelle (11 °C à Salt Lake City contre 22,5 °C à Phoenix). Le gel hivernal n'est pas rare. La classification de Köppen distingue deux nuances : Bwk (désertique ou de type aralien-tibétain lorsque les précipitations annuelles sont inférieures à 250 mm) et Bsk (semi-désertique à hivers froids et à étés chauds comme le Désert du Grand Lac Salé ou de type Atlas).
De larges zones sont plutôt semi-arides, en particulier au fond des bassins :
- Grand Bassin (Nevada, Utah) : Black Rock Desert,
- Snake River Desert
- Salt Lake City Desert : semi-désert à hiver très froid[35]
- Red Desert (Utah)
- Désert des Navajos
- Désert Owyhee (Idaho, Nevada, Oregon)
- Désert d'Alvord (Oregon)
- Climat semi-désertique à hiver froid :

| Mois                              | jan. | fév. | mars | avril | mai  | juin | jui. | août | sep. | oct. | nov. | déc. | année |
| --------------------------------- | ---- | ---- | ---- | ----- | ---- | ---- | ---- | ---- | ---- | ---- | ---- | ---- | ----- |
| Température minimale moyenne (°C) | −7,1 | −4,1 | −0,3 | 3,3   | 7,6  | 13   | 17,6 | 16,6 | 10,6 | 4,6  | −0,6 | −5,8 | 4,6   |
| Température moyenne (°C)          | −2,3 | 1,2  | 5,4  | 9,8   | 14,9 | 20,6 | 25,5 | 24,2 | 18,4 | 11,8 | 4,9  | −1,3 | 11    |
| Température maximale moyenne (°C) | 2,4  | 6,4  | 11,2 | 16,3  | 22,2 | 28,2 | 33,4 | 31,9 | 26,2 | 18,9 | 10,4 | 3,2  | 17,5  |
| Précipitations (mm)               | 28,2 | 31,2 | 48,5 | 53,8  | 45,7 | 23,6 | 20,6 | 21,8 | 32,5 | 36,6 | 32,8 | 35,6 | 410,9 |

#### LaCalifornieau climat méditerranéen

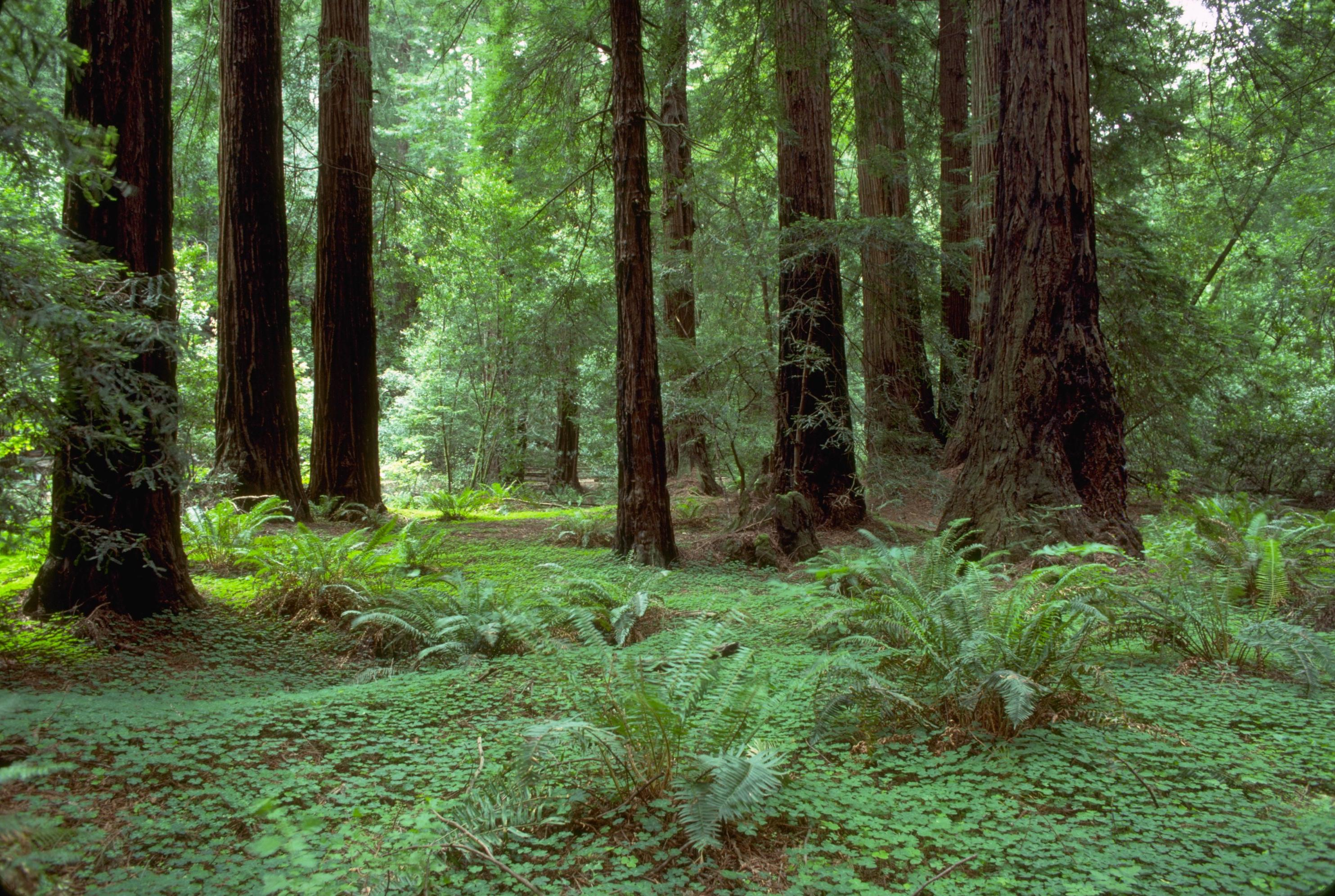
Forêt de séquoias, Muir Woods, au nord de San Francisco, Californie.

L'ouest de la Californie est la seule région des États-Unis en climat méditerranéen (Csa et Csb dans la classification de Köppen). Celui-ci résulte de l'influence des masses d'air tempérées humides en hiver et tropicales sèches en été. Il correspond à une transition entre le climat tropical sec du Mexique et le climat océanique de la côte nord. Les hivers sont tièdes (plus de 11 °C) et arrosés ; les étés sont tièdes (San Francisco) à relativement chauds (Los Angeles), et surtout secs, ce qui favorise les incendies en cette saison (région de Los Angeles). La répartition des pluies est très irrégulière. Le total annuel des précipitations est inférieur à 500 mm. L'amplitude thermique est faible (moins de 10 °C). Le climat de la Californie se distingue de celui du bassin méditerranéen par la présence de l'océan Pacifique et du courant marin froid de Californie qui provoque des brouillards côtiers qui rafraîchissent les températures en été. L'exposition et la position d'abri donnent un microclimat à certaines localités du littoral.
| Mois                              | jan.  | fév. | mars | avril | mai  | juin | jui. | août | sep. | oct. | nov. | déc. | année |
| --------------------------------- | ----- | ---- | ---- | ----- | ---- | ---- | ---- | ---- | ---- | ---- | ---- | ---- | ----- |
| Température minimale moyenne (°C) | 7,7   | 9,3  | 9,4  | 9,9   | 10,3 | 11,4 | 11,9 | 12,6 | 13,3 | 12,9 | 10,9 | 8,3  | 10,6  |
| Température moyenne (°C)          | 10,6  | 12,4 | 12,7 | 13,3  | 13,7 | 14,7 | 15,1 | 15,6 | 16,8 | 16,7 | 14   | 10,9 | 13,8  |
| Température maximale moyenne (°C) | 13,5  | 15,6 | 16   | 16,7  | 17,1 | 17,8 | 18,1 | 18,7 | 20,4 | 20,4 | 17,1 | 13,6 | 17    |
| Précipitations (mm)               | 103,1 | 74,9 | 78   | 32,8  | 6,4  | 3,8  | 1    | 1,8  | 6,6  | 32   | 81,5 | 78,7 | 500,6 |

| Mois                                | jan. | fév. | mars | avril | mai  | juin | jui. | août | sep. | oct. | nov. | déc. | année |
| ----------------------------------- | ---- | ---- | ---- | ----- | ---- | ---- | ---- | ---- | ---- | ---- | ---- | ---- | ----- |
| Température minimale moyenne (°C)   | 9    | 9    | 11   | 12    | 14   | 16   | 18   | 18   | 17   | 15   | 11   | 8    | 14,5  |
| Température moyenne (°C)            | 14,5 | 14   | 16   | 17,5  | 18,5 | 21   | 23   | 23,5 | 22,5 | 20,5 | 17   | 14   | 19,3  |
| Température maximale moyenne (°C)   | 20   | 21   | 21   | 23    | 23   | 26   | 28   | 29   | 28   | 26   | 23   | 20   | 24,1  |
| Précipitations (mm)                 | 79,2 | 99,6 | 61,7 | 23,1  | 6,6  | 2,3  | 0,3  | 1    | 6,1  | 16,8 | 26,4 | 59,2 | 382,3 |
| Nombre de jours avec précipitations | 4,5  | 4,6  | 4,9  | 2,5   | 0,6  | 0,2  | 0,2  | 0,4  | 1    | 1,4  | 3,1  | 3,8  | 27,2  |

#### Côte Nord-ouest (Oregon, Washington) au climat océanique

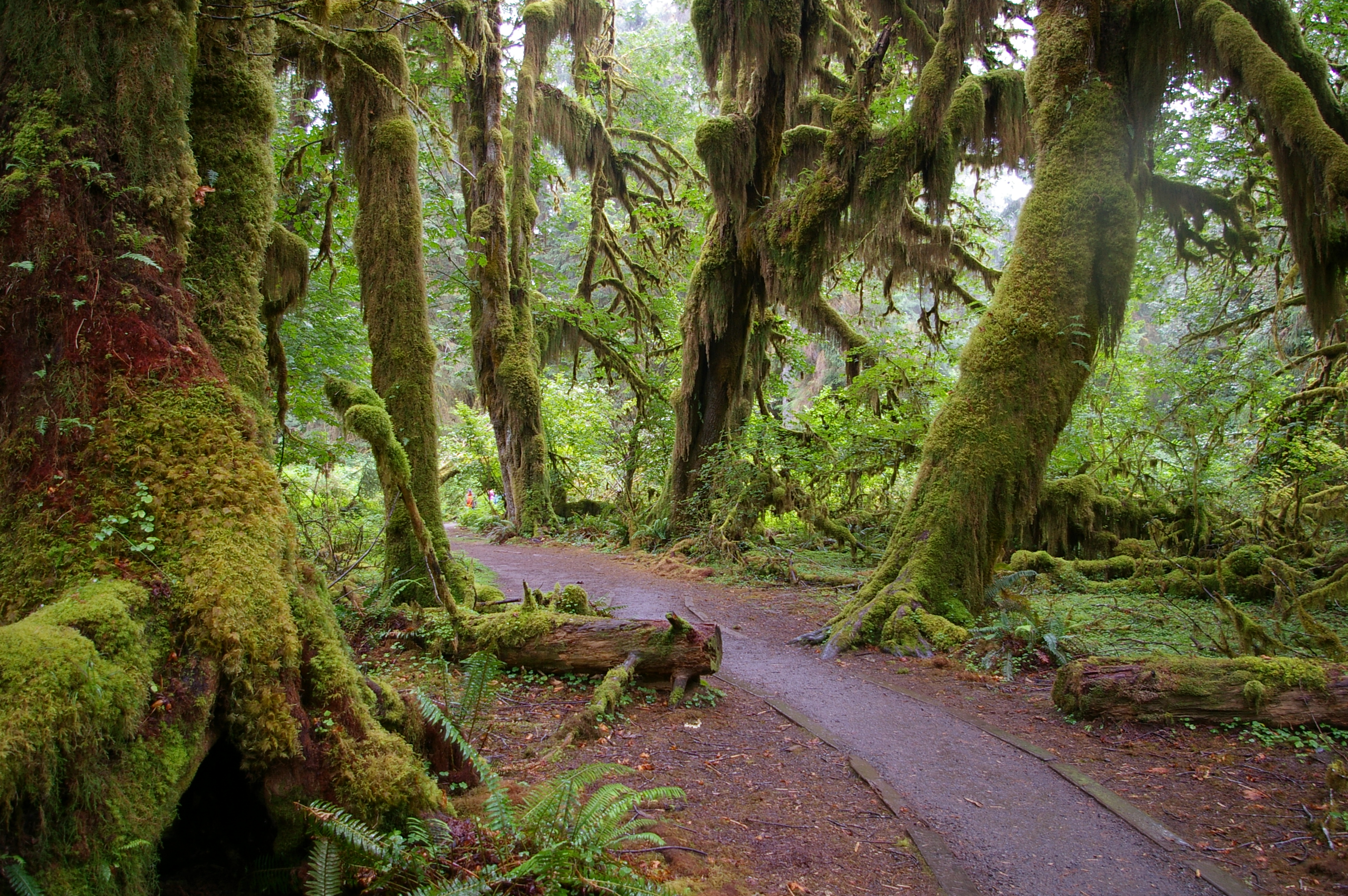
Forêt humide du parc national Olympique, Washington.

La frange littorale du nord-ouest des États-Unis connaît un climat océanique avec des nuances en fonction de la latitude, comparable à ceux du nord-ouest de l'Europe. Les précipitations abondantes (généralement plus de 800 mm/an) et régulières viennent dans un flux d'ouest par l'océan Pacifique. Elles sont liées à la présence du courant de l'Alaska. L'amplitude annuelle des températures est typiquement faible, la proximité de l'océan jouant le rôle de régulateur thermique.
Les hivers sont relativement doux (il ne gèle pas sur la côte) et humides. Les étés sont frais et faiblement pluvieux.
On peut distinguer plusieurs nuances :
- un climat océanique hyperhumide sur la côte et dans les montagnes du littoral, domaine des grands conifères (tsugas, épicéas, sapin Douglas) et des grands mammifères (cerf, daim, puma, ours)[40].
- un climat océanique dégradé à quelques centaines de kilomètres des côtes
- un climat océanique plus froid en Alaska, domaine de la forêt mixte et des civilisations amérindiennes du bois)[40].

| Mois                              | jan.  | fév.  | mars | avril | mai  | juin | jui. | août | sep. | oct. | nov. | déc.  | année |
| --------------------------------- | ----- | ----- | ---- | ----- | ---- | ---- | ---- | ---- | ---- | ---- | ---- | ----- | ----- |
| Température minimale moyenne (°C) | 2     | 3     | 4    | 6     | 9    | 12   | 13   | 14   | 12   | 8    | 4    | 2     | 7     |
| Température moyenne (°C)          | 5     | 7     | 8    | 11    | 14   | 16   | 19   | 19   | 16   | 12   | 8    | 5     | 12    |
| Température maximale moyenne (°C) | 8     | 11    | 13   | 15    | 18   | 21   | 24   | 24   | 21   | 16   | 11   | 8     | 15    |
| Précipitations (mm)               | 133,1 | 103,9 | 99,6 | 69,8  | 51,6 | 39,4 | 23,6 | 29,5 | 40,9 | 82,3 | 144  | 112,8 | 930,5 |

| Mois                              | jan.  | fév. | mars | avril | mai  | juin | jui.  | août  | sep.  | oct.  | nov.  | déc.  | année   |
| --------------------------------- | ----- | ---- | ---- | ----- | ---- | ---- | ----- | ----- | ----- | ----- | ----- | ----- | ------- |
| Température minimale moyenne (°C) | −7,2  | −5,2 | −2,9 | 0,1   | 3,8  | 7,2  | 8,9   | 8,5   | 6,1   | 2,9   | −2,7  | −5,2  | 1,2     |
| Température moyenne (°C)          | −4,3  | −2   | 0,4  | 4,3   | 8,3  | 11,7 | 13,3  | 12,8  | 9,7   | 5,7   | 0     | −2,7  | 4,7     |
| Température maximale moyenne (°C) | −1,4  | 1,2  | 3,7  | 8,4   | 12,8 | 16,1 | 17,7  | 17,1  | 13,3  | 8,4   | 2,6   | −0,2  | 8,3     |
| Précipitations (mm)               | 115,3 | 95,3 | 83,3 | 70,4  | 86,9 | 80   | 105,7 | 135,1 | 170,9 | 199,1 | 124,7 | 112,8 | 1 379,5 |

### Alaska: climats froids

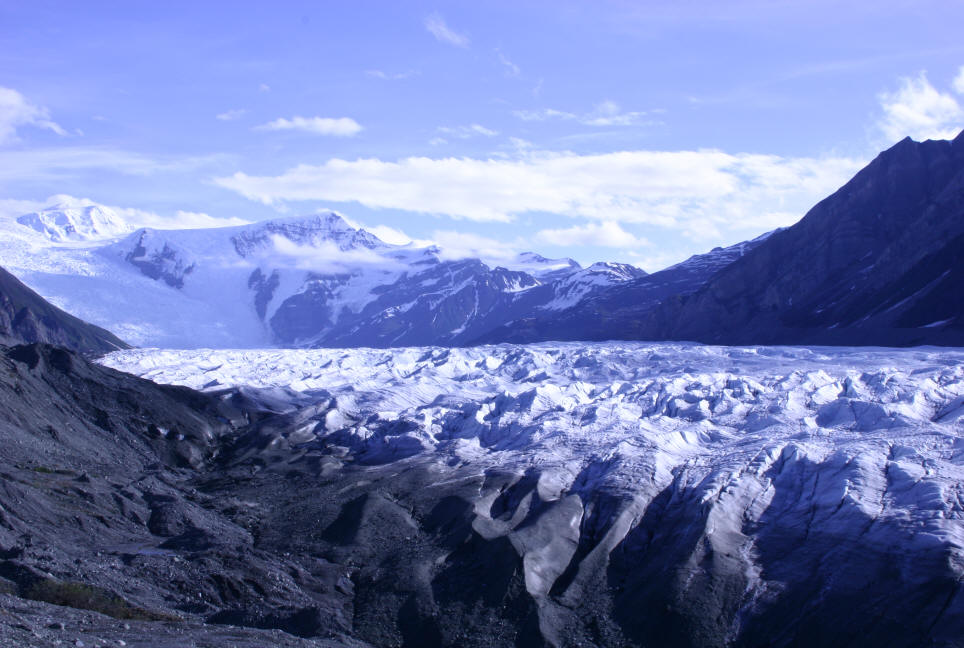
Glacier en Alaska.

D'une manière générale, le climat alaskien est marqué par un hiver glacial et long. L'écrivain Jack London a écrit que l'Alaska était « le pays où le whisky gèle et peut servir de presse-papiers durant une bonne partie de l'année. » Sur ce territoire grand comme environ trois fois la France, les climats sont divers en fonction de la latitude, de l'altitude, de l'éloignement par rapport à l'océan Pacifique ou de la disposition des reliefs.
À l'intérieur de l'Alaska, le climat est continental et ressemble à celui de la Sibérie (Dfc dans la classification de Köppen, station de Fairbanks ci-dessous). L'amplitude thermique est forte (40,3 °C) et les précipitations annuelles sont faibles (276,1 mm), ce qui s'explique par la position d'abri à l'intérieur des terres. L'arrivée du printemps et de l'automne se fait brutalement. L'été est frais (entre 13 et 17 °C) et ne dure que quelques mois. Au solstice d'été, le soleil ne se couche pas au-delà du cercle arctique. La saison est marquée par de grands incendies de forêt provoqués par la foudre. L'hiver est long et rigoureux, mais beaucoup plus neigeux que sur la côte par exemple à Anchorage.
Au nord, les conditions climatiques sont les plus froides du territoire américain (climat polaire, ET dans la classification de Köppen, station de Barrow ci-dessous). L'hiver est glacial mais faiblement neigeux. Dans la nuit polaire se produisent des aurores boréales. La température moyenne du mois le plus chaud est inférieur à 10 °C. La saison d'été est très peu marquée et le sol ne dégèle en surface que quelques mois (de juin à septembre).
| Mois                              | jan.  | fév.  | mars | avril | mai  | juin | jui. | août | sep. | oct. | nov. | déc.  | année |
| --------------------------------- | ----- | ----- | ---- | ----- | ---- | ---- | ---- | ---- | ---- | ---- | ---- | ----- | ----- |
| Température minimale moyenne (°C) | −13,1 | −11,4 | −7,7 | −1,9  | 3,8  | 8,4  | 10,9 | 9,7  | 5,3  | −1,8 | −9,4 | −12,2 | −1,6  |
| Température moyenne (°C)          | −9,5  | −7,4  | −3,5 | 2,1   | 8,1  | 12,4 | 14,7 | 13,5 | 9,1  | 1,4  | −6   | −8,7  | 2,1   |
| Température maximale moyenne (°C) | −5,9  | −3,4  | 0,6  | 6     | 12,4 | 16,4 | 18,4 | 17,2 | 12,9 | 4,7  | −2,7 | −5,3  | 5,9   |
| Précipitations (mm)               | 20,1  | 19,8  | 17,5 | 17    | 18,5 | 29   | 43,4 | 62   | 68,6 | 51,6 | 28,2 | 28,4  | 404   |

- Climat continental à l'intérieur de l'Alaska :

| Mois                              | jan.  | fév.  | mars  | avril | mai  | juin | jui. | août | sep. | oct. | nov.  | déc.  | année |
| --------------------------------- | ----- | ----- | ----- | ----- | ---- | ---- | ---- | ---- | ---- | ---- | ----- | ----- | ----- |
| Température minimale moyenne (°C) | −28,1 | −25,8 | −18,7 | −6,4  | 3,3  | 9,7  | 11,4 | 8,4  | 2,3  | −7,7 | −20,9 | −26   | −8,2  |
| Température moyenne (°C)          | −23,4 | −19,8 | −11,7 | −0,7  | 9,2  | 15,4 | 16,9 | 13,8 | 7,5  | −3,8 | −16,3 | −21,4 | −2,8  |
| Température maximale moyenne (°C) | −18,7 | −13,8 | −4,6  | 5     | 15,2 | 21,2 | 22,4 | 19,1 | 12,7 | 0    | −11,7 | −16,8 | 2,5   |
| Précipitations (mm)               | 11,9  | 10,2  | 9,4   | 8,1   | 15,5 | 34,8 | 47,5 | 49,8 | 24,1 | 22,9 | 20,3  | 21,6  | 276,1 |

- Climat polaire au nord de l'Alaska :

| Mois                              | jan.  | fév.  | mars  | avril | mai  | juin | jui. | août | sep. | oct.  | nov.  | déc.  | année |
| --------------------------------- | ----- | ----- | ----- | ----- | ---- | ---- | ---- | ---- | ---- | ----- | ----- | ----- | ----- |
| Température minimale moyenne (°C) | −28,5 | −30,9 | −29,5 | −22,8 | −9,8 | −1,3 | 0,9  | 0,7  | −2,8 | −12,9 | −21,6 | −27,3 | −15,4 |
| Température moyenne (°C)          | −25,2 | −27,7 | −26,2 | −19   | −7,1 | 1,1  | 4,1  | 3,3  | −0,8 | −10,3 | −18,7 | −24   | −12,5 |
| Température maximale moyenne (°C) | −21,9 | −24,3 | −22,8 | −15,2 | −4,3 | 3,5  | 7,2  | 5,7  | 1    | −7,7  | −15,8 | −20,7 | −9,6  |
| Précipitations (mm)               | 4,3   | 3,8   | 4,3   | 5,1   | 4,1  | 7,1  | 23,9 | 24,4 | 15,2 | 11,4  | 6,4   | 4,1   | 114,1 |

### Hawaï

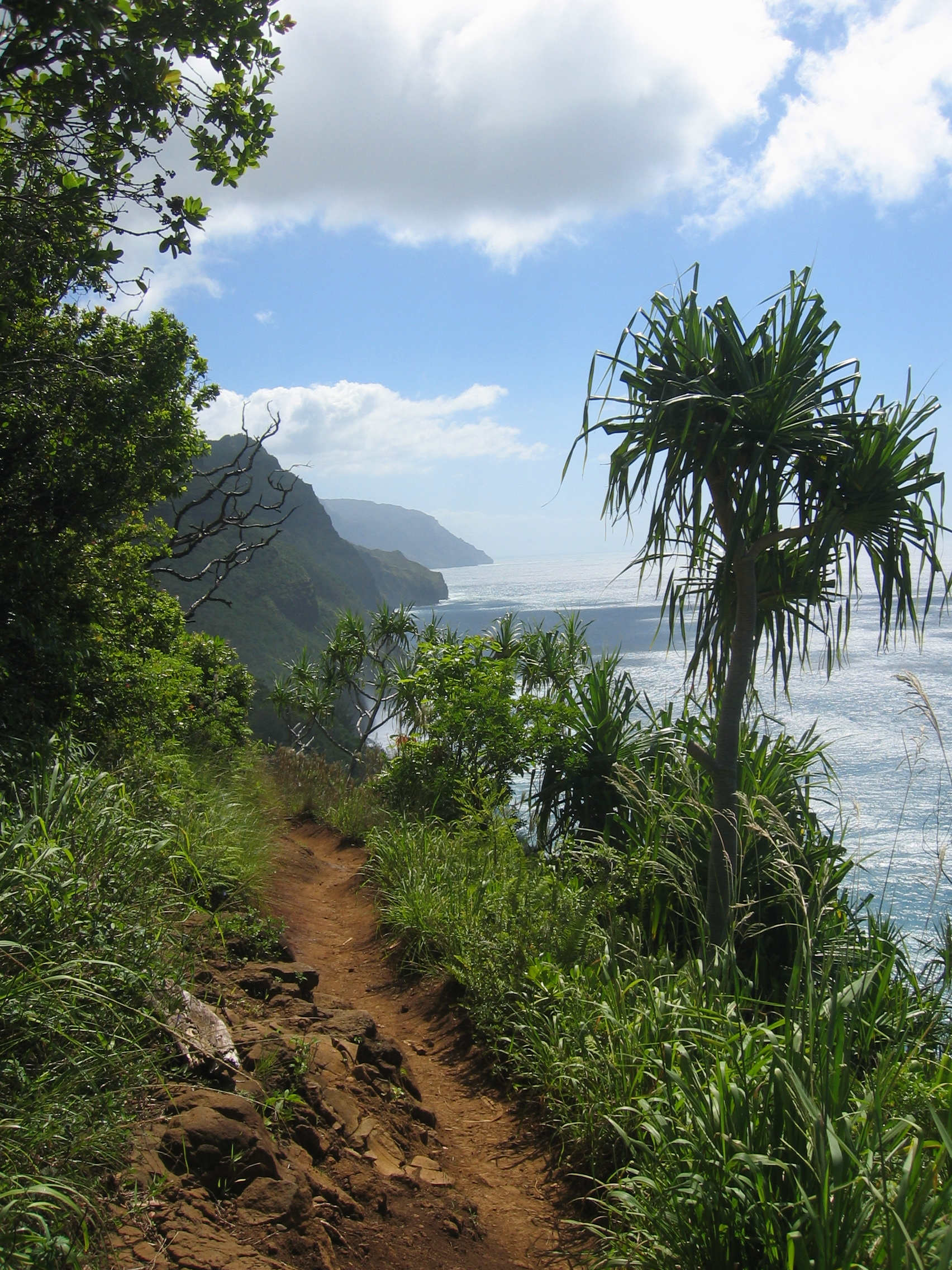
Kauai sur l'archipel Hawaï.

Hawaï se trouve dans la zone intertropicale et possède donc un climat tropical. Cependant, les températures et les précipitations de l'archipel sont moins élevés que dans d'autres régions de cette zone en raison de la permanence des alizés. Les situations d'abri peuvent produire des micro-climats aux caractéristiques particulières. Il existe également un régime de brise de mer le jour et de terre la nuit. La neige peut tomber au sommet des volcans, comme le Mauna Kea qui culmine à quelque 4 200 mètres au-dessus du niveau moyen de l'océan.
Le Mont Waialeale s'élevant à 1 569 mètres sur l'île de Kauaʻi, possède une pluviométrie moyenne de 11 680 mm sur les 32 dernières années et un record à 17 340 mm en 1982, ce qui en fait l'un des endroits les plus arrosés de la planète.
L'hiver, d'octobre à avril, est la saison la plus humide. La saison estivale est plus sèche mais l'augmentation de la température de surface de la mer est alors favorable au développement de cyclones tropicaux sur le Pacifique qui peuvent affecter Hawaï. La température maximale moyenne estivale se situe entre 29 et 32 °C alors qu'elle est de 18 à 21 °C en hiver.
Les îles Hawaï reçoivent la majorité de leurs précipitations sur leurs côtes nord et est. La topographie montagneuse de ces îles soulèvent ainsi l'air chaud et humide transporté par le vent ce qui génère d'épais nuages par ascendance orographique le long des pentes faisant face au vent. Les averses sont très fréquentes dans ces conditions. De l'autre côté des montagnes, l'air redescend la pente et le temps est généralement dégagé par effet de foehn. Pour cette raison, la plupart des infrastructures touristiques se trouvent du côté sous le vent des îles.
Le côté face au vent des îles est donc généralement nuageux grâce au soulèvement orographique des alizés. L'air est chaud et humide sous les nuages mais au-dessus de leur sommet, entre 1 300 et 2 500, il est sec. En effet, l'air dans l'anticyclone au nord de l'archipel est subsident, s'assèche et réchauffe par compression adiabatique en descendant vers le sol, pendant que l'air de surface prend de l'humidité par évaporation de la mer. Il en résulte une inversion où les nuages restent prisonniers. Leur base et sommet sont très bien définis. Au-dessus du sommet des nuages les conditions sont idéales pour l'observation astronomique, avec leur air sec et pur, et c'est donc au sommet du Mauna Kea qu'on retrouve un observatoire de renommée mondiale.
Par contre, du côté sous le vent, le soleil brille le plus souvent en été mais en hiver, avec l'affaiblissement des alizés, des systèmes frontaux venant du nord peuvent passer sur l'archipel ce qui forme des dépressions qui ennuagent tous les côtés des îles. Un type de tempête particulièrement intense affecte ainsi les îles de deux à tois fois entre octobre et mars, les dépressions de Kona. Celles-ci sont accompagnés de vents violents, de pluie torrentielles et occasionnellement de grêle et de trombes marines.
La saison des cyclones tropicaux dans le Pacifique nord s'étend en général de juin à novembre. Ils se forment en général au large de la côte du Mexique et se dirigent vers le nord-ouest. Les ouragans sont rares, les tempêtes tropicales sont un peu plus fréquentes et la plupart des dépressions restent à l'état de simple tempêtes qui frappent Hawaï entre juillet et décembre.
| Mois                              | jan. | fév. | mars | avril | mai  | juin | jui. | août | sep. | oct. | nov. | déc. | année |
| --------------------------------- | ---- | ---- | ---- | ----- | ---- | ---- | ---- | ---- | ---- | ---- | ---- | ---- | ----- |
| Température minimale moyenne (°C) | 18,7 | 18,6 | 19,6 | 20,4  | 21,3 | 22,3 | 23,1 | 23,4 | 23,1 | 22,4 | 21,3 | 19,4 | 21,1  |
| Température moyenne (°C)          | 22,7 | 22,8 | 23,6 | 24,3  | 25,3 | 26,3 | 26,9 | 27,4 | 27,2 | 26,4 | 25,1 | 23,4 | 25,1  |
| Température maximale moyenne (°C) | 26,7 | 26,9 | 27,6 | 28,2  | 29,3 | 30,3 | 30,8 | 31,5 | 31,4 | 30,5 | 28,9 | 27,3 | 29,1  |
| Précipitations (mm)               | 90,2 | 56,1 | 55,9 | 39,1  | 28,7 | 12,7 | 15   | 11,2 | 19,8 | 57,9 | 76,2 | 96,5 | 559,2 |